# Trophée européen 2011 (hockey sur glace)
 (mars 2013).
Si vous disposez d'ouvrages ou d'articles de référence ou si vous connaissez des sites web de qualité traitant du thème abordé ici, merci de compléter l'article en donnant les références utiles à sa vérifiabilité et en les liant à la section « Notes et références ».
Navigation
Édition précédente Édition suivante
Le Trophée européen 2011 est la deuxième édition du Trophée européen, tournoi de hockey sur glace débutant durant la pré-saison.

## Clubs participants
Vingt-quatre équipes y participent au lieu de dix-huit jusqu'à maintenant. Les équipes tchèque et slovaque font leur apparition dans la compétition alors que les équipes suisse et norvégienne se sont retirées.
| Division | Équipe                | Ville            | Patinoire               | Capacité | Entrée dans le tournoi |
| -------- | --------------------- | ---------------- | ----------------------- | -------- | ---------------------- |
| Nord     | Djurgårdens IF        | Stockholm        | Hovet                   | 8 094    | 2006                   |
| Nord     | HIFK                  | Helsinki         | Helsingin Jäähalli      | 8 200    | 2006                   |
| Nord     | Jokerit               | Helsinki         | Hartwall Arena          | 13 349   | 2008                   |
| Nord     | Sparta Prague         | Prague           | Tesla Arena             | 16 995   | 2010                   |
| Nord     | Slavia Prague         | Prague           | O2 Arena                | 18 000   | 2011                   |
| Nord     | Luleå HF              | Luleå            | Coop Norrbotten Arena   | 6 200    | 2011                   |
| Sud      | Linköpings HC         | Linköping        | Cloetta Center          | 8 500    | 2006                   |
| Sud      | HV71                  | Jönköping        | Kinnarps Arena          | 7 038    | 2008                   |
| Sud      | Adler Mannheim        | Mannheim         | SAP Arena               | 10 600   | 2010                   |
| Sud      | Bílí Tygři Liberec    | Liberec          | Tipsport Arena          | 7 500    | 2011                   |
| Sud      | Eaton Pardubice       | Pardubice        | ČEZ Arena Pardubice     | 10 194   | 2011                   |
| Sud      | Kometa Brno           | Brno             | Hala Rondo              | 7 200    | 2011                   |
| Est      | Oulun Kärpät          | Oulu             | Oulun Energia Areena    | 6 614    | 2006                   |
| Est      | KalPa                 | Kuopio           | Niiralan monttu         | 5225     | 2011                   |
| Est      | České Budějovice      | České Budějovice | Budvar Arena            | 6 421    | 2011                   |
| Est      | Plzeň 1929            | Plzeň            | ČEZ Aréna               | 8 420    | 2011                   |
| Est      | Slovan Bratislava     | Bratislava       | Ondrej Nepela Arena     | 10 000   | 2011                   |
| Est      | Vienna Capitals       | Vienne           | Albert Schultz Eishalle | 4 500    | 2011                   |
| Ouest    | Färjestads BK         | Karlstad         | Löfbergs Lila Arena     | 8 647    | 2006                   |
| Ouest    | Frölunda Indians      | Göteborg         | Scandinavium            | 12 044   | 2006                   |
| Ouest    | TPS                   | Turku            | HK Arena                | 11 820   | 2006                   |
| Ouest    | Tappara               | Tampere          | Tampereen jäähalli      | 7 800    | 2006                   |
| Ouest    | Eisbären Berlin       | Berlin           | O2 World                | 14 200   | 2010                   |
| Ouest    | EC Red Bull Salzbourg | Salzbourg        | Eisarena Salzbourg      | 3 200    | 2010                   |

## Premier tour
Il se dispute du 11 au 18 août 2011. Il est organisé en quatre Divisions – Est, Ouest, Nord et Sud – de 5 à six équipes. Les deux premiers de chaque poule sont qualifiés pour le tournoi éliminatoire nommé Red Bulls Salute. Le Red Bull est qualifié d'office pour le Red Bulls Salute, il prend donc une des deux places qualificative de la Division Ouest, quel que soit son classement.

### Division Ouest
| 11 août 2011 | Frölunda Indians | 6-0 (2-0, 2-0, 2-0) | Eisbären Berlin | Frölunda Campus, Göteborg 2 187 spectateurs |

| Feuille de match | Feuille de match | Feuille de match        | Feuille de match | Feuille de match                            |
| ---------------- | --- | ----------------------- | ---------------- | ------------------------------------------- |
|                  | P-J. Axelsson (D. Umicevic, F. Eriksson) — 4 min 6 s (SN) M. Kahnberg (J. Lundqvist) — 13 min 40 s F. Pettersson (M. Pyörälä, M. Olimb) — 27 min 10 s P. Johnsson (M. Pyörälä, M. Olimb) — 30 min 2 s T. Koivisto (M. Kahnberg) — 43 min 57 s M. Pyörälä (M. Olimb, P. Gunten) — 59 min 36 s (SN) | 1-0 2-0 3-0 4-0 5-0 6-0 |                  | Arbitrage : Morgan Johansson Patrik Sjöberg |
| Linus Fernström  | Gardiens | Rob Zepp                |                  | Arbitrage : Morgan Johansson Patrik Sjöberg |
| 8 min            | Pénalités | 32 min                  |                  | Arbitrage : Morgan Johansson Patrik Sjöberg |
| 36               | Tirs | 27                      |                  | Arbitrage : Morgan Johansson Patrik Sjöberg |

| 11 août 2011 | Färjestads BK | 0-4 (0-1, 0-0, 0-3) | Red Bull Salzbourg | Björkhallen, Kristinehamn 1 014 spectateurs |

| Feuille de match           | Feuille de match | Feuille de match | Feuille de match | Feuille de match                       |
| -------------------------- | ---------------- | ---------------- | --- | -------------------------------------- |
|                            |                  | 0-1 0-2 0-3 0-4  | R. Abid (B. Aubin) — 16 min 24 s D. Heinrich (C. Lawrence, D. Lynch) — 47 min 13 s M. Latusa (R. Abid, D. Bois) — 52 min 7 s (CV) M. Pöck (M. Schiechl, T. Raffl) — 59 min 50 s | Arbitrage : Wolmer Edqvist Mikael Nord |
| Fredrik Pettersson-Wentzel | Gardiens         | Josh Tordjman    | | Arbitrage : Wolmer Edqvist Mikael Nord |
| 8 min                      | Pénalités        | 14 min           | | Arbitrage : Wolmer Edqvist Mikael Nord |
| 37                         | Tirs             | 22               | | Arbitrage : Wolmer Edqvist Mikael Nord |

| 13 août 2011 | Färjestads BK | 4-3 (pr) (2-1, 1-1, 0-1, 1-0) | Eisbären Berlin | Löfbergs Lila Arena, Karlstad 2 687 spectateurs |

| Feuille de match           | Feuille de match | Feuille de match            | Feuille de match | Feuille de match                        |
| -------------------------- | --- | --------------------------- | --- | --------------------------------------- |
|                            | C. Berglund (P. Åslund, O. Klefbom) — 6 min 34 s R. Sterner (J. Hillding, P. Wennerström) — 9 min 37 s S. Lindström (J. Hillding) — 26 min 21 s M. Nygren (A. Grundel, R. Walin) — 61 min 46 s (SN) | 0-1 1-1 2-1 2-2 3-2 3-3 4-3 | D. Olver (J. Sharrow) — 29 s T. Mulock (D. Weiss, IN) — 24 min 52 s J. Talbot (J. Baxmann, M. Christensen) — 50 min 23 s | Arbitrage : Mikael Sjökvist Mikael Nord |
| Fredrik Pettersson-Wentzel | Gardiens | Kevin Nastiuk               | | Arbitrage : Mikael Sjökvist Mikael Nord |
| 16 min                     | Pénalités | 23 min                      | | Arbitrage : Mikael Sjökvist Mikael Nord |
| 35                         | Tirs | 24                          | | Arbitrage : Mikael Sjökvist Mikael Nord |

| 13 août 2011 | Frölunda Indians | 3-2 (1-1, 0-1, 2-0) | Red Bull Salzbourg | Frölunda Campus, Göteborg 2 471 spectateurs |

| Feuille de match  | Feuille de match | Feuille de match    | Feuille de match                                                                | Feuille de match                            |
| ----------------- | --- | ------------------- | ------------------------------------------------------------------------------- | ------------------------------------------- |
|                   | J. Tolsa (J. Lundqvist, M. Kahnberg) — 7 min 52 s F. Eriksson (H. Tömmernes) — 41 min 51 s M. Pyörälä (F. Pettersson) — 49 min 19 s (SN) | 1-0 1-1 1-2 2-2 3-2 | S. Regier (D. Bois, D. Lynch) — 10 min 3 s D. Bois (M. Schlacher) — 23 min 19 s | Arbitrage : Morgan Johansson Patrik Sjöberg |
| Frederik Andersen | Gardiens | Josh Tordjman       |                                                                                 | Arbitrage : Morgan Johansson Patrik Sjöberg |
| 12 min            | Pénalités | 22 min              |                                                                                 | Arbitrage : Morgan Johansson Patrik Sjöberg |
| 28                | Tirs | 32                  |                                                                                 | Arbitrage : Morgan Johansson Patrik Sjöberg |

| 18 août 2011 | TPS | 2-1 (pr) (1-0, 0-1, 0-0, 1-0) | Färjestads BK | HK Arena, Turku 2 309 spectateurs |

| Feuille de match | Feuille de match                                                                                       | Feuille de match     | Feuille de match                        | Feuille de match                          |
| ---------------- | --- | -------------------- | --------------------------------------- | ----------------------------------------- |
|                  | T. Plíhal (M. Birner, T. Mojžíš) — 18 min 1 s (SN) T. Plíhal (G. Raboin, T. Laakso) — 63 min 17 s (SN) | 1-0 1-1 2-1          | E. Thorell (P. Lundh) — 28 min 1 s (SN) | Arbitrage : Stefan Fonselius Antti Orelma |
| Marek Schwarz    | Gardiens                                                                                               | Cristopher Nihlstorp |                                         | Arbitrage : Stefan Fonselius Antti Orelma |
| 12 min           | Pénalités                                                                                              | 10 min               |                                         | Arbitrage : Stefan Fonselius Antti Orelma |
| 29               | Tirs                                                                                                   | 21                   |                                         | Arbitrage : Stefan Fonselius Antti Orelma |

| 18 août 2011 | Tappara | 3-4 (TB) (0-1, 1-2, 2-0, 0-0, 1-0) | Frölunda HC | Tampereen jäähalli, Tampere 3 010 spectateurs |

| Feuille de match | Feuille de match | Feuille de match            | Feuille de match | Feuille de match                        |
| ---------------- | --- | --------------------------- | --- | --------------------------------------- |
|                  | N. Lähde (J. Leimu, P. Saravo) — 33 min 47 s J-M. Järvinen (P. Saravo, K. Kaijomaa) — 44 min 7 s (SN) J. Tenute (P. Saravo) — 52 min 29 s (IN) | 0-1 0-2 0-3 1-3 2-3 3-3 3-4 | J. Lundqvist (M. Kahnberg, J. Tolsa) — 16 min 5 s N. Lasu (M. Johansson, T. Koivisto) — 23 min 22 s M. Kahnberg (J. Lundqvist, R. Lindqvist) — 29 min 38 s (SN) P-J. Axelsson — 70 min (TB) | Arbitrage : Timo Favorin Jari Leppäalho |
| Jani Nieminen    | Gardiens | Magnus Hellberg             | | Arbitrage : Timo Favorin Jari Leppäalho |
| 10 min           | Pénalités | 10 min                      | | Arbitrage : Timo Favorin Jari Leppäalho |
| 26               | Tirs | 37                          | | Arbitrage : Timo Favorin Jari Leppäalho |

| 19 août 2011 | Eisbären Berlin | 0-5 (0-2, 0-2, 0-1) | Red Bull Salzbourg | O2 World, Berlin 8 900 spectateurs |

| Feuille de match | Feuille de match | Feuille de match    | Feuille de match | Feuille de match                          |
| ---------------- | ---------------- | ------------------- | --- | ----------------------------------------- |
|                  |                  | 0-1 0-2 0-3 0-4 0-5 | J. Williams (R. Earl, M. Schlacher) — 12 min 13 s M. Trattnig (M. Schiechl, M. Schlacher) — 12 min 50 s D. Erlich (M. Latusa, D. Heinrich) — 22 min 1 s D. Heinrich (T. RafflR. Abid) — 33 min 14 s (SN) D. ErlichC. Lawrence (M. Trattnig) — 52 min 29 s | Arbitrage : Richard Schütz Jens Steinecke |
| Rob Zepp         | Gardiens         | Josh Tordjman       | | Arbitrage : Richard Schütz Jens Steinecke |
| 28 min           | Pénalités        | 49 min              | | Arbitrage : Richard Schütz Jens Steinecke |
| 24               | Tirs             | 25                  | | Arbitrage : Richard Schütz Jens Steinecke |

| 20 août 2011 | Tappara | 2-4 (1-1, 0-2, 1-1) | Färjestads BK | Tampereen jäähalli, Tampere 2 810 spectateurs |

| Feuille de match | Feuille de match                                                                              | Feuille de match           | Feuille de match | Feuille de match                       |
| ---------------- | --------------------------------------------------------------------------------------------- | -------------------------- | --- | -------------------------------------- |
|                  | J-M. Järvinen (J. Peltola) — 2 min 31 s J-M. Järvinen (A. Elorinne, J. Peltola) — 45 min 17 s | 1-0 1-1 1-2 1-3 2-3 2-4    | M. Paulsson (M. Johansson, E. Thorell) — 15 min 7 s M. Holtet — 22 min 13 s R. Sterner (P. Wennerström, K. Berglund) — 30 min 59 s R. Sterner (M. Nygren) — 45 min 43 s | Arbitrage : Jussi Leppänen Tero Toivol |
| Juha Metsola     | Gardiens                                                                                      | Fredrik Pettersson-Wentzel | | Arbitrage : Jussi Leppänen Tero Toivol |
| 16 min           | Pénalités                                                                                     | 10 min                     | | Arbitrage : Jussi Leppänen Tero Toivol |
| 33               | Tirs                                                                                          | 19                         | | Arbitrage : Jussi Leppänen Tero Toivol |

| 20 août 2011 | TPS | 3-2 (TB) (0-0, 1-1, 1-1, 0-0, 1-0) | Frölunda Indians | HK Arena, Turku 2 465 spectateurs |

| Feuille de match | Feuille de match | Feuille de match    | Feuille de match                                                                     | Feuille de match                     |
| ---------------- | --- | ------------------- | ------------------------------------------------------------------------------------ | ------------------------------------ |
|                  | T. Plíhal (J. Tuominen, M. Birner) — 39 min 25 s (SN) M. Anttila (T. Suominen, V. Vahalahti) — 50 min 30 s M. Birner — 70 min (TB) | 0-1 1-1 2-1 2-2 3-2 | P-J. Axelsson — 24 min 47 s (IN) H. Tömmernes (J. Tolsa, J. Lundqvist) — 57 min 23 s | Arbitrage : Jari Levonen Antti Boman |
| Aleksis Ahlqvist | Gardiens | Frederik Andersen   |                                                                                      | Arbitrage : Jari Levonen Antti Boman |
| 10 min           | Pénalités | 14 min              |                                                                                      | Arbitrage : Jari Levonen Antti Boman |
| 28               | Tirs | 26                  |                                                                                      | Arbitrage : Jari Levonen Antti Boman |

| 25 août 2011 | Eisbären Berlin | 4-3 (0-1, 2-0, 2-3) | TPS | EnergieVerbund Arena, Dresde 2 050 spectateurs |

| Feuille de match | Feuille de match | Feuille de match            | Feuille de match | Feuille de match                          |
| ---------------- | --- | --------------------------- | --- | ----------------------------------------- |
|                  | R. Regehr (F. Busch, B. Tallackson) — 24 min 12 s (2 SN) J. Talbot (J. Sharrow, T. J. Mulock) — 27 min 42 s N. Angell (D. Olver, B. Tallackson) — 43 min 31 s (SN) J. Talbot (T. J. Mulock) — 59 min 32 s | 0-1 1-1 2-1 3-1 3-2 3-3 4-3 | T. Plíhal (T. Mojžíš) — 19 min 30 s (SN) J. Hattunen (G. Raboin, V-M. Vittasmäki) — 14 min 52 s M. Anttila (J. Cerny) — 15 min 32 s | Arbitrage : Georg Jakublov Jens Steinecke |
| Kevin Nastiuk    | Gardiens | Aleksis Ahlqvist            | | Arbitrage : Georg Jakublov Jens Steinecke |
| 12 min           | Pénalités | 39 min                      | | Arbitrage : Georg Jakublov Jens Steinecke |
| 47               | Tirs | 22                          | | Arbitrage : Georg Jakublov Jens Steinecke |

| 25 août 2011 | Red Bull Salzbourg | 3-8 (2-2, 1-3, 0-3) | Tappara | Eisarena Salzburg, Salzbourg 1 276 spectateurs |

| Feuille de match | Feuille de match | Feuille de match                            | Feuille de match | Feuille de match                      |
| ---------------- | --- | ------------------------------------------- | --- | ------------------------------------- |
|                  | S. Regier (D. Bois, R. Earl) — 6 min 32 s M. Latusa (R. Abid, T. Raffl) — 12 min 38 s (SN) D. Heinrich (M. Latusa, B. Aubin) — 30 min 4 s | 0-1 1-1 2-1 2-2 2-3 3-3 3-4 3-5 3-6 3-7 3-8 | S. Venäläinen (J. Makkonen) — 17 min 57 s K. Strömberg (J. Makkonen, T. Mäntylä) — 24 min 14 s S. Venäläinen (K. Strömberg, J. Makkonen) — 26 min 25 s (SN) T. Mäntylä (J. Halme, J. Tenute) — 33 min 33 s (2 SN) J. Halme (J. Peltola, J. Cepis) — 34 min 3 s J. Makkonen — 48 min 31 s (IN) J. Leimu (J. Halme, A. Kangasniemi) — 51 min 18 s J. Cepis (J. Peltola, V. Ekbom) — 53 min 13 s | Arbitrage : Georg Veit Wolfgang Fussi |
| Joshua Tordjman  | Gardiens | Juha Metsola                                | | Arbitrage : Georg Veit Wolfgang Fussi |
| 59 min           | Pénalités | 49 min                                      | | Arbitrage : Georg Veit Wolfgang Fussi |
| 25               | Tirs | 32                                          | | Arbitrage : Georg Veit Wolfgang Fussi |

| 27 août 2011 | Red Bull Salzbourg | 4-2 (1-0, 1-1, 2-1) | TPS | Eisarena Salzburg, Salzbourg 1 342 spectateurs |

| Feuille de match | Feuille de match | Feuille de match        | Feuille de match                                                                             | Feuille de match                        |
| ---------------- | --- | ----------------------- | -------------------------------------------------------------------------------------------- | --------------------------------------- |
|                  | T. Raffl (D. Bois, D. Lynch) — 4 min 11 s R. Abid (M. Latusa, S. Regier) — 20 min 45 s T. Raffl (R. Earl, D. Bois) — 47 min 49 s R. Earl (T. Raffl, D. Bois) — 59 min 30 s (CV) | 1-0 2-0 2-1 3-1 3-2 4-2 | G. Raboin (M. Anttila, M. Palmroth) — 28 min 38 s T. Plíhal (J. Tuominen) — 58 min 51 s (SN) | Arbitrage : Thomas Bernecker Georg Veit |
| Josh Tordjman    | Gardiens | Aleksis Ahlqvist        |                                                                                              | Arbitrage : Thomas Bernecker Georg Veit |
| 4 min            | Pénalités | 10 min                  |                                                                                              | Arbitrage : Thomas Bernecker Georg Veit |
| 35               | Tirs | 42                      |                                                                                              | Arbitrage : Thomas Bernecker Georg Veit |

| 27 août 2011 | Eisbären Berlin | 1-0 (1-0, 0-0, 0-0) | Tappara | Kunsteisstadion Crimmitschau, Crimmitschau 2 123 spectateurs |

| Feuille de match | Feuille de match                                       | Feuille de match | Feuille de match | Feuille de match                          |
| ---------------- | ------------------------------------------------------ | ---------------- | ---------------- | ----------------------------------------- |
|                  | R. Regehr (B. Tallackson, D. Olver) — 22 min 37 s (SN) | 1-0              |                  | Arbitrage : Richard Schütz Jens Steinecke |
| Kevin Nastiuk    | Gardiens                                               | Jani Nieminen    |                  | Arbitrage : Richard Schütz Jens Steinecke |
| 18 min           | Pénalités                                              | 14 min           |                  | Arbitrage : Richard Schütz Jens Steinecke |
| 26               | Tirs                                                   | 25               |                  | Arbitrage : Richard Schütz Jens Steinecke |

| 1er septembre 2011 | TPS | 3-1 (0-1, 2-0, 1-0) | Tappara | HK Arena, Turku 2 922 spectateurs |

| Feuille de match | Feuille de match | Feuille de match | Feuille de match                        | Feuille de match                            |
| ---------------- | --- | ---------------- | --------------------------------------- | ------------------------------------------- |
|                  | R. Stone (V. Vahalahti, M. Anttila) — 21 min 14 s (SN) T. Seppänen (J. Cerny) — 35 min 14 s T. Laakso — 44 min 4 s (IN) | 0-1 1-1 2-1 3-1  | J. Peltola (S. Venäläinen) — 4 min 19 s | Arbitrage : Stefan Fonselius Aleksi Rantala |
| Marek Schwarz    | Gardiens | Juha Metsola     |                                         | Arbitrage : Stefan Fonselius Aleksi Rantala |
| 18 min           | Pénalités | 12 min           |                                         | Arbitrage : Stefan Fonselius Aleksi Rantala |
| 35               | Tirs | 22               |                                         | Arbitrage : Stefan Fonselius Aleksi Rantala |

| 4 septembre 2011 | Färjestads BK | 1-4 (0-4, 1-0, 0-0) | Frölunda Indians | Löfbergs Lila Arena, Karlstad 7 352 spectateurs |

| Feuille de match                                          | Feuille de match                        | Feuille de match    | Feuille de match | Feuille de match                          |
| --------------------------------------------------------- | --------------------------------------- | ------------------- | --- | ----------------------------------------- |
|                                                           | R. Sterner (S. Lindström) — 39 min 25 s | 0-1 0-2 0-3 0-4 1-4 | M. Kahnberg — 1 min 6 s T. Koivisto (N. Lasu, M. Johansson) — 4 min 59 s V. Svedberg — 6 min 4 s M. Kahnberg (R. Lindkvist, J. Tolsa) — 17 min 3 s | Arbitrage : Wolmer Edqvist Patrik Sjöberg |
| Cristopher Nihlstorp Fredrik Pettersson-Wentzel (à 20:00) | Gardiens                                | Magnus Hellberg     | | Arbitrage : Wolmer Edqvist Patrik Sjöberg |
| 8 min                                                     | Pénalités                               | 12 min              | | Arbitrage : Wolmer Edqvist Patrik Sjöberg |
| 37                                                        | Tirs                                    | 21                  | | Arbitrage : Wolmer Edqvist Patrik Sjöberg |

|   | Équipe                | PJ | V | VP | DP | D | BP | BC | Diff. | Pts |
| 1 | Frölunda HC           | 8  | 5 | 1  | 1  | 1 | 32 | 19 | +13   | 18  |
| 2 | Eisbären Berlin       | 8  | 4 | 0  | 1  | 3 | 18 | 26 | –8    | 13  |
| 3 | EC Red Bull Salzbourg | 8  | 4 | 0  | 0  | 4 | 27 | 25 | +2    | 12  |
| 4 | TPS Turku             | 8  | 2 | 2  | 1  | 3 | 19 | 20 | –1    | 11  |
| 5 | Färjestads BK         | 8  | 2 | 1  | 2  | 3 | 15 | 22 | –7    | 10  |
| 6 | Tappara               | 8  | 1 | 0  | 2  | 5 | 21 | 28 | –7    | 5   |

### Division Est
| 11 août 2011 | Slovan Bratislava | 2-1 (TB) (0-1, 0-0, 1-0, 0-0, 1-0) | KalPa | Ondrej Nepela Arena, Bratislava 4 290 spectateurs |

| Feuille de match | Feuille de match                                                                         | Feuille de match | Feuille de match                        | Feuille de match                         |
| ---------------- | ---------------------------------------------------------------------------------------- | ---------------- | --------------------------------------- | ---------------------------------------- |
|                  | M. Preisinger (D. Skokan, J. Lipiansky) – 56 min 56 s M. Stajnoch Modèle:SOgoal M. Macho | 0-1 1-1 2-1      | 15 min 3 s – S. Salminen (T. Kiiskinen) | Arbitrage : Vladimir Baluska Daniel Konc |
| Branislav Konrad | Gardiens                                                                                 | Ari Ahonen       |                                         | Arbitrage : Vladimir Baluska Daniel Konc |
| 16 min           | Pénalités                                                                                | 10 min           |                                         | Arbitrage : Vladimir Baluska Daniel Konc |
| 19               | Tirs                                                                                     | 43               |                                         | Arbitrage : Vladimir Baluska Daniel Konc |

| 11 août 2011 | Vienna Capitals | 3-2 (TB) (0-1, 1-0, 1-1, 0-0, 1-0) | Kärpät Oulu | Albert Schultz Eishalle, Vienne 4 700 spectateurs |

| Feuille de match | Feuille de match | Feuille de match    | Feuille de match                                                                                      | Feuille de match          |
| ---------------- | --- | ------------------- | --- | ------------------------- |
|                  | F. Fortier (R. Rotter, K. McLeod) (SN) – 26 min 26 s R. Rotter (P. Kavanagh, B. Gratton) (SN) – 41 min 54 s J. Ferland | 0-1 1-1 1-2 2-2 3-2 | 18 min 22 s – M. Vondrka (M. Lehtonen, I. Huml) 44 min 48 s – (SN) I. Huml (V. Mäntymaa, J. Junttila) | Arbitrage : Fussi Falkner |
| Reinhard Divis   | Gardiens | Ville Hostikka      | | Arbitrage : Fussi Falkner |
| 26 min           | Pénalités | 42 min              | | Arbitrage : Fussi Falkner |
| 42               | Tirs | 37                  | | Arbitrage : Fussi Falkner |

| 12 août 2011 | České Budějovice | 2-3 (pr) (0-0, 1-1, 1-1, 0-1) | Plzeň 1929 | Budvar Arena, České Budějovice 1 550 spectateurs |

| Feuille de match | Feuille de match                                                                                     | Feuille de match    | Feuille de match                                                                                              | Feuille de match        |
| ---------------- | --- | ------------------- | --- | ----------------------- |
|                  | P. Kašpařík (F. Ptáček, A. Kranjc) (SN) – 37 min 55 s R. Vydarený (J. Langhammer) (SN) – 47 min 29 s | 0-1 1-1 2-1 2-2 2-3 | 36 min 19 s – G. Kinrade (J. Kovar) 53 min 45 s – G. Kinrade (M. Straka) 62 min 54 s – T. Vlasák (F. Kaberle) | Arbitrage : Frano Hodek |
| Jakub Kovar      | Gardiens                                                                                             | Adam Svoboda        | | Arbitrage : Frano Hodek |
| 43 min           | Pénalités                                                                                            | 43 min              | | Arbitrage : Frano Hodek |
| 33               | Tirs                                                                                                 | 33                  | | Arbitrage : Frano Hodek |

| 13 août 2011 | Slovan Bratislava | 4-1 (0-1, 0-0, 1-0, 0-0, 1-0) | Kärpät Oulu | Ondrej Nepela Arena, Bratislava 4 316 spectateurs |

| Feuille de match | Feuille de match | Feuille de match    | Feuille de match                                 | Feuille de match                    |
| ---------------- | --- | ------------------- | ------------------------------------------------ | ----------------------------------- |
|                  | J. Lipiansky (D. Skokan, I. Svarny) – 2 min 29 s M. Bakos (M. Macho, T. Bulik) (SN) – 8 min 34 s M. Macho (M. Bakos, I. Svarny) (SN) – 33 min 9 s M. Bakos (T. Bulík, M. Macho) (SN) – 55 min 21 s | 1-0 2-0 2-1 3-1 4-1 | 21 min 57 s – J. Junttila (I. Huml, M. Lehtonen) | Arbitrage : Daniel Konc Peter Jonak |
| Branislav Konrad | Gardiens | Tomi Karhunen       |                                                  | Arbitrage : Daniel Konc Peter Jonak |
| 8 min            | Pénalités | 10 min              |                                                  | Arbitrage : Daniel Konc Peter Jonak |
| 27               | Tirs | 28                  |                                                  | Arbitrage : Daniel Konc Peter Jonak |

| 13 août 2011 | Vienna Capitals | 2-4 (2-4, 0-0, 0-0) | KalPa | Albert Schultz Eishalle, Vienne 3 100 spectateurs |

| Feuille de match | Feuille de match                                                                                      | Feuille de match        | Feuille de match | Feuille de match                              |
| ---------------- | --- | ----------------------- | --- | --------------------------------------------- |
|                  | F. Fortier (J. Insana, B. Gratton) (SN) – 16 min 59 s F. Fortier (K. McLeod, B. Gratton) – 19 min 4 s | 0-1 0-2 0-3 1-3 2-3 2-4 | 1 min 42 s – I. Pakarinen (J. Rissanen) 3 min 11 s – (SN) J. Riekkinen (M. Kauppinen, S. Salminen) 14 min 29 s – (SN) A. Masuhr (M. Kuparinen) 19 min 55 s – (SN) T. Kiiskinen (M. Kauppinen, S. Salminen) | Arbitrage : Thomas Berneker Christian Potocan |
| Reinhard Divis   | Gardiens                                                                                              | Ari Ahonen              | | Arbitrage : Thomas Berneker Christian Potocan |
| 28 min           | Pénalités                                                                                             | 20 min                  | | Arbitrage : Thomas Berneker Christian Potocan |
| 30               | Tirs                                                                                                  | 23                      | | Arbitrage : Thomas Berneker Christian Potocan |

| 18 août 2011 | KalPa | 2-3 (TB) (0-0, 2-2, 0-0, 0-0, 0-1) | České Budějovice | Niiralan monttu, Kuopio 3 433 spectateurs |

| Feuille de match | Feuille de match                                                                              | Feuille de match    | Feuille de match                                                                         | Feuille de match            |
| ---------------- | --------------------------------------------------------------------------------------------- | ------------------- | ---------------------------------------------------------------------------------------- | --------------------------- |
|                  | J. Hentunen (A. Masuhr, S. Kapanen) (SN) – 26 min 44 s J. Junnila (O. Saarinen) – 37 min 35 s | 1-0 1-1 1-2 2-2 2-3 | 32 min 3 s – P. Mikuš (D. Kuchejda, T. Mertl) 34 min 33 s – (SN) F. Ptáček (P. Kašpařík) | Arbitrage : Rönn Hämäläinen |
| Ari Ahonen       | Gardiens                                                                                      | Jakub Kovář         |                                                                                          | Arbitrage : Rönn Hämäläinen |
| 8 min            | Pénalités                                                                                     | 12 min              |                                                                                          | Arbitrage : Rönn Hämäläinen |
| 30               | Tirs                                                                                          | 32                  |                                                                                          | Arbitrage : Rönn Hämäläinen |

| 18 août 2011 | Kärpät Oulu | 2-3 (TB) (0-0, 0-0, 2-2, 0-0, 0-1) | Plzeň 1929 | Tiivi Arena, Haapajärvi 785 spectateurs |

| Feuille de match | Feuille de match                                                                                            | Feuille de match    | Feuille de match                                                                | Feuille de match                          |
| ---------------- | --- | ------------------- | ------------------------------------------------------------------------------- | ----------------------------------------- |
|                  | M. Vondrka (J. Junttila, I. Huml) – 41 min 8 s J. Kemppainen (K. Koskenkorva, A. Ohtamaa) (SN) – 54 min 6 s | 1-0 1-1 2-1 2-2 2-3 | 42 min 40 s – T. Pitule 57 min 32 s – R. Duda (J. Hanzlik, M. Straka) J. Hlinka | Arbitrage : Vesa Keränen Tuomo Sorakangas |
| Ville Hostikka   | Gardiens | Adam Svoboda        |                                                                                 | Arbitrage : Vesa Keränen Tuomo Sorakangas |
| 14 min           | Pénalités                                                                                                   | 20 min              |                                                                                 | Arbitrage : Vesa Keränen Tuomo Sorakangas |
| 24               | Tirs | 28                  |                                                                                 | Arbitrage : Vesa Keränen Tuomo Sorakangas |

| 19 août 2011 | Slovan Bratislava | 6-1 (1-0, 3-1, 2-0) | Vienna Capitals | Ondrej Nepela Arena, Bratislava 5 477 spectateurs |

| Feuille de match | Feuille de match | Feuille de match            | Feuille de match                                        | Feuille de match                         |
| ---------------- | --- | --------------------------- | ------------------------------------------------------- | ---------------------------------------- |
|                  | M. Preisinger (L. Kozak) – 18 min 14 s M. Hudec (R. Kukumberg, T. Bulík) (SN) – 20 min 7 s M. Bakos (P. Frühauf, J. Lipiansky) (SN) – 20 min 38 s A. Kudrna (D. Skokan, J. Lipiansky) – 30 min 26 s J. Ciger (IN) – 50 min 42 s M. Stajnoch (M. Bakos, O. Janík) (SN) – 54 min 31 s | 1-0 2-0 3-0 4-0 4-1 5-1 6-1 | 36 min 15 s – (IN) B. Gratton (F. Fortier, P. Kavanagh) | Arbitrage : Vladimir Baluska Daniel Konc |
| Branislav Konrád | Gardiens | Reinhard Divis              |                                                         | Arbitrage : Vladimir Baluska Daniel Konc |
| 24 min           | Pénalités | 22 min                      |                                                         | Arbitrage : Vladimir Baluska Daniel Konc |
| 29               | Tirs | 37                          |                                                         | Arbitrage : Vladimir Baluska Daniel Konc |

| 20 août 2011 | Kärpät Oulu | 1-2 (1-1, 0-1, 0-0) | České Budějovice | Nivala Arena, Nivala 1 300 spectateurs |

| Feuille de match | Feuille de match                       | Feuille de match | Feuille de match                                                                               | Feuille de match                       |
| ---------------- | -------------------------------------- | ---------------- | ---------------------------------------------------------------------------------------------- | -------------------------------------- |
|                  | J. Komulainen (T. Körkkö) – 6 min 14 s | 1-0 1-1 1-2      | 16 min 1 s – R. Pšurný (D. Kuchejda, T. Mertl) 24 min 47 s – F. Ptáček (R. Martynek, T. Mertl) | Arbitrage : Antti Hämäläinen Jyri Rönn |
| Tomi Karhunen    | Gardiens                               | Jakub Kovář      |                                                                                                | Arbitrage : Antti Hämäläinen Jyri Rönn |
| 8 min            | Pénalités                              | 10 min           |                                                                                                | Arbitrage : Antti Hämäläinen Jyri Rönn |
| 27               | Tirs                                   | 33               |                                                                                                | Arbitrage : Antti Hämäläinen Jyri Rönn |

| 20 août 2011 | KalPa | 0-4 (0-1, 0-2, 0-1) | Plzeň 1929 | Niiralan monttu, Kuopio 3 311 spectateurs |

| Feuille de match | Feuille de match | Feuille de match | Feuille de match | Feuille de match                          |
| ---------------- | ---------------- | ---------------- | --- | ----------------------------------------- |
|                  |                  | 0-1 0-2 0-3 0-4  | 15 min 29 s – T. Vlasák (O. Kratěna, J. Hlinka) 22 min 58 s – T. Vlasák (N. Saint-Pierre, F. Kaberle) 32 min 18 s – J. Hanzlik (J. Kovar, T. Pitule) 53 min 49 s – T. Vlasák (M. Straka) | Arbitrage : Tuomo Sorakangas Vesa Keränen |
| Ari Ahonen       | Gardiens         | Adam Svoboda     | | Arbitrage : Tuomo Sorakangas Vesa Keränen |
| 10 min           | Pénalités        | 14 min           | | Arbitrage : Tuomo Sorakangas Vesa Keränen |
| 19               | Tirs             | 15               | | Arbitrage : Tuomo Sorakangas Vesa Keränen |

| 25 août 2011 | České Budějovice | 2-1 (1-0, 1-1, 0-0) | Slovan Bratislava | Budvar Arena, České Budějovice 2 150 spectateurs |

| Feuille de match | Feuille de match                                                                              | Feuille de match | Feuille de match                      | Feuille de match                 |
| ---------------- | --------------------------------------------------------------------------------------------- | ---------------- | ------------------------------------- | -------------------------------- |
|                  | J. Novák (P. Kašpařík) – 18 min 48 s J. Langhammer (J. Novák, M. Podlešák) (SN) – 37 min 26 s | 1-0 2-0 2-1      | 37 min 59 s – M. Hudec (M. Presinger) | Arbitrage : Robin Sir Jan Hribik |
| Jakub Kovář      | Gardiens                                                                                      | Branislav Konrád |                                       | Arbitrage : Robin Sir Jan Hribik |
| 8 min            | Pénalités                                                                                     | 12 min           |                                       | Arbitrage : Robin Sir Jan Hribik |
| 40               | Tirs                                                                                          | 25               |                                       | Arbitrage : Robin Sir Jan Hribik |

| 25 août 2011 | Plzeň 1929 | 3-1 (0-0, 1-0, 2-1) | Vienna Capitals | ČEZ Aréna, Plzeň 2 177 spectateurs |

| Feuille de match | Feuille de match | Feuille de match | Feuille de match                                       | Feuille de match                           |
| ---------------- | --- | ---------------- | ------------------------------------------------------ | ------------------------------------------ |
|                  | P. Sýkora (R. Duda) – 30 min 11 s R. Duda (P. Sýkora, J. Kovar) (SN) – 44 min 35 s T. Vlasák (cage vide) – 59 min 51 s | 1-0 2-0 2-1 3-1  | 53 min 55 s – (SN) J. Ferland (D. Bjornlie, R. Rotter) | Arbitrage : Vladimír Šindler Roman Svoboda |
| Adam Svoboda     | Gardiens | Reinhard Divis   |                                                        | Arbitrage : Vladimír Šindler Roman Svoboda |
| 12 min           | Pénalités | 16 min           |                                                        | Arbitrage : Vladimír Šindler Roman Svoboda |
| 33               | Tirs | 21               |                                                        | Arbitrage : Vladimír Šindler Roman Svoboda |

| 27 août 2011 | České Budějovice | 4-0 (2-0, 1-0, 1-0) | Vienna Capitals | Budvar Arena, České Budějovice 2 100 spectateurs |

| Feuille de match | Feuille de match | Feuille de match | Feuille de match | Feuille de match                        |
| ---------------- | --- | ---------------- | ---------------- | --------------------------------------- |
|                  | P. Kašpařík (J. Novák) – 3 min 55 s J. Novák (R. Pšurný, T. Mertl) (SN) – 6 min 33 s D. Kuchejda (R. Pšurný, T. Mertl) – 34 min 22 s F. Ptáček (M. Mikeska, M. Podlešák) (double SN) – 49 min 27 s | 1-0 2-0 3-0 4-0  |                  | Arbitrage : Martin Homola Štěpán Souček |
| Jakub Kovář      | Gardiens | Reinhard Divis   |                  | Arbitrage : Martin Homola Štěpán Souček |
| 41 min           | Pénalités | 63 min           |                  | Arbitrage : Martin Homola Štěpán Souček |
| 38               | Tirs | 18               |                  | Arbitrage : Martin Homola Štěpán Souček |

| 27 août 2011 | Plzeň 1929 | 4-5 (TB) (0-2, 3-1, 1-1, 0-0, 0-1) | Slovan Bratislava | ČEZ Aréna, Plzeň 2 189 spectateurs |

| Feuille de match | Feuille de match | Feuille de match                    | Feuille de match | Feuille de match                           |
| ---------------- | --- | ----------------------------------- | --- | ------------------------------------------ |
|                  | R. Duda (P. Sýkora, M. Straka) (SN) – 24 min 17 s J. Heřman (P. Sýkora, J. Jeřábek) – 36 min 0 s O. Kratěna (M. Straka) (SN) – 39 min 34 s R. Duda (J. Kovář) – 52 min 3 s | 0-1 0-2 1-2 1-3 2-3 3-3 3-4 4-4 4-5 | 5 min 54 s – M. Presinger (M. Hudec, M. Jass) 19 min 44 s – L. Hudáček (J. Lipiansky) 31 min 24 s – (SN) M. Hudec (M. Preisinger, P. Frühauf) 47 min 37 s – M. Macho (P. Frühauf, T. Bulík) M. Presinger | Arbitrage : Vladimír Šindler Martin Fraňoo |
| Branislav Konrád | Gardiens | Adam Svoboda                        | | Arbitrage : Vladimír Šindler Martin Fraňoo |
| 14 min           | Pénalités | 12 min                              | | Arbitrage : Vladimír Šindler Martin Fraňoo |
| 42               | Tirs | 35                                  | | Arbitrage : Vladimír Šindler Martin Fraňoo |

| 31 août 2011 | KalPa | 3-4 (TB) (0-0, 1-0, 2-3, 0-0, 0-1) | Kärpät Oulu | Niiralan monttu, Kuopio 3 082 spectateurs |

| Feuille de match | Feuille de match | Feuille de match            | Feuille de match | Feuille de match                             |
| ---------------- | ---------------- | --------------------------- | ---------------- | -------------------------------------------- |
|                  |                  | 1-0 2-0 2-1 3-1 3-2 3-3 3-4 |                  | Arbitrage : Antti Hämäläinen Jarno Heikkinen |
| Juha Toivonen    | Gardiens         | Tomi Karhunen               |                  | Arbitrage : Antti Hämäläinen Jarno Heikkinen |
| 39 min           | Pénalités        | 16 min                      |                  | Arbitrage : Antti Hämäläinen Jarno Heikkinen |
| 18               | Tirs             | 30                          |                  | Arbitrage : Antti Hämäläinen Jarno Heikkinen |

|   | Équipe            | PJ | V | VP | DP | D | BP | BC | Diff. | Pts |
| 1 | Plzeň 1929        | 8  | 5 | 2  | 1  | 0 | 30 | 16 | +14   | 20  |
| 2 | České Budějovice  | 8  | 5 | 2  | 1  | 0 | 26 | 15 | +11   | 20  |
| 3 | Slovan Bratislava | 8  | 3 | 2  | 0  | 3 | 25 | 20 | +5    | 13  |
| 4 | KalPa             | 8  | 2 | 0  | 3  | 3 | 19 | 21 | –2    | 12  |
| 4 | Oulun Kärpät      | 8  | 1 | 2  | 3  | 2 | 21 | 23 | –2    | 10  |
| 5 | Vienna Capitals   | 8  | 1 | 2  | 0  | 5 | 18 | 30 | –12   | 7   |

### Division Nord
| 11 août 2011 | Djurgårdens IF | 5-2 (1-1, 3-0, 1-1) | Slavia Prague | Hovet, Stockholm 1 743 spectateurs |

| Feuille de match | Feuille de match | Feuille de match            | Feuille de match                                                                     | Feuille de match                          |
| ---------------- | --- | --------------------------- | ------------------------------------------------------------------------------------ | ----------------------------------------- |
|                  | M. Nilson (M. Tjärnqvist) (SN) – 1 min 12 s J. Almtorp (SN) – 20 min 26 s C. Eklund (K. Lennhammer) – 21 min 50 s P. Cehlin (J. Norman, M. Carlsson) – 34 min 28 s J. Norman (M. Carlsson, P. Cehlin) (SN) – 40 min 31 s | 1-0 1-1 2-1 3-1 4-1 5-1 5-2 | 18 min 40 s – T.Svoboda (en) (M. Tomica, T. Kurka) 59 min 5 s – J. Hertl (M. Tomica) | Arbitrage : Ulf Rönnmark Christer Lärking |
| Gustaf Wesslau   | Gardiens | Miroslav Kopriva            |                                                                                      | Arbitrage : Ulf Rönnmark Christer Lärking |
| 14 min           | Pénalités | 18 min                      |                                                                                      | Arbitrage : Ulf Rönnmark Christer Lärking |
| 31               | Tirs | 39                          |                                                                                      | Arbitrage : Ulf Rönnmark Christer Lärking |

| 13 août 2011 | Djurgårdens IF | 4-2 (1-0, 2-1, 1-1) | Sparta Prague | Hovet, Stockholm 1 248 spectateurs |

| Feuille de match | Feuille de match | Feuille de match        | Feuille de match                                                                                   | Feuille de match                              |
| ---------------- | --- | ----------------------- | -------------------------------------------------------------------------------------------------- | --------------------------------------------- |
|                  | M. Tjärnqvist (M. Nilson, A. Holmqvist) – 6 min 13 s M. Carlsson (J. Boumedienne, A. Holmqvist) (SN) – 20 min 52 s M. Tjärnqvist – 29 min 14 s M. Tjärnqvist (K. Klubertanz, K. Ottosson) (SN) – 46 min 48 s | 1-0 2-0 3-0 3-1 4-1 4-2 | 31 min 22 s – M. Broš (I. Rachunek, M. Sersen) 58 min 50 s – (SN) A. Foster (Y. Treille, J. Kasík) | Arbitrage : Christer Lärking Niclas Johansson |
| Gustaf Wesslau   | Gardiens | Martin Falter           | | Arbitrage : Christer Lärking Niclas Johansson |
| 4 min            | Pénalités | 14 min                  | | Arbitrage : Christer Lärking Niclas Johansson |
| 21               | Tirs | 28                      | | Arbitrage : Christer Lärking Niclas Johansson |

| 13 août 2011 | Luleå HF | 1-2 (0-1, 0-0, 1-1) | Slavia Prague | Coop Norrbotten Arena, Luleå 4 057 spectateurs |

| Feuille de match | Feuille de match | Feuille de match | Feuille de match                                                                                   | Feuille de match                           |
| ---------------- | --- | ---------------- | -------------------------------------------------------------------------------------------------- | ------------------------------------------ |
|                  | M. Tjärnqvist (M. Nilson, A. Holmqvist) – 6 min 13 s M. Carlsson (J. Boumedienne, A. Holmqvist) (SN) – 20 min 52 s M. Tjärnqvist – 29 min 14 s M. Tjärnqvist (K. Klubertanz, K. Ottosson) (SN) – 46 min 48 s | 0-1 1-1 1-2      | 31 min 22 s – M. Broš (I. Rachunek, M. Sersen) 58 min 50 s – (SN) A. Foster (Y. Treille, J. Kasík) | Arbitrage : Marcus Vinnerborg Tobias Björk |
| Joel Lassinantti | Gardiens | Robert Slipcenko | | Arbitrage : Marcus Vinnerborg Tobias Björk |
| 10 min           | Pénalités | 12 min           | | Arbitrage : Marcus Vinnerborg Tobias Björk |
| 31               | Tirs | 26               | | Arbitrage : Marcus Vinnerborg Tobias Björk |

| 13 août 2011 | HIFK | 4-1 (2-0, 2-0, 0-1) | Jokerit | Tikkurilan Valtti Areena, Vantaa 1 800 spectateurs |

| Feuille de match | Feuille de match | Feuille de match    | Feuille de match                     | Feuille de match                            |
| ---------------- | --- | ------------------- | ------------------------------------ | ------------------------------------------- |
|                  | E. Pöysti (M. Jokela) – 4 min 28 s K. Kuhta (K. Hirschovits, P. Wirtanen) (SN) – 18 min 2 s P. Wirtanen (M. Tuomainen) – 24 min 32 s M. Jokela (V. Peltonen, M. Granlund) – 33 min 58 s | 1-0 2-0 3-0 4-0 4-1 | 51 min 42 s – B. Eaves (I. Filppula) | Arbitrage : Jukka Hakkarainen Tom Laaksonen |
| Jan Lundell      | Gardiens | Eero Kilpeläinen    |                                      | Arbitrage : Jukka Hakkarainen Tom Laaksonen |
| 12 min           | Pénalités | 6 min               |                                      | Arbitrage : Jukka Hakkarainen Tom Laaksonen |
| 21               | Tirs | 28                  |                                      | Arbitrage : Jukka Hakkarainen Tom Laaksonen |

| 14 août 2011 | Luleå HF | 2-1 (0-0, 2-1, 0-0) | Sparta Prague | Coop Norrbotten Arena, Luleå 3 872 spectateurs |

| Feuille de match | Feuille de match                                                                                      | Feuille de match | Feuille de match                   | Feuille de match                           |
| ---------------- | --- | ---------------- | ---------------------------------- | ------------------------------------------ |
|                  | S. Sandell (T. Jaakola, J. Vihko) (SN) – 24 min 29 s K. Komarek (E. Fälth, K. Karlsson) – 30 min 31 s |                  | 39 min 30 s – P. Tenkrat (M. Bros) | Arbitrage : Marcus Vinnerborg Linus Öhlund |
| Joel Lassinantti | Gardiens                                                                                              | Tomas Pöpperle   |                                    | Arbitrage : Marcus Vinnerborg Linus Öhlund |
| 4 min            | Pénalités                                                                                             | 10 min           |                                    | Arbitrage : Marcus Vinnerborg Linus Öhlund |
| 36               | Tirs                                                                                                  | 25               |                                    | Arbitrage : Marcus Vinnerborg Linus Öhlund |

| 18 août 2011 | Jokerit | 2-1 (1-0, 1-0, 0-1) | Luleå HF | Tikkurilan Valtti Areena, Vantaa 1 204 spectateurs |

| Feuille de match | Feuille de match                                                                              | Feuille de match | Feuille de match                                      | Feuille de match                        |
| ---------------- | --------------------------------------------------------------------------------------------- | ---------------- | ----------------------------------------------------- | --------------------------------------- |
|                  | I. Filppula (N. Hardt, T. Eronen) – 15 min 36 s I. Fulppula (B. Eaves, N. Hardt) – 24 min 7 s | 1-0 2-0 2-1      | 40 min 52 s – (SN) E. Fälth (J. Fransson, S. Sandell) | Arbitrage : Jussi Leppänen Tero Toivola |
| Frans Tuohimaa   | Gardiens                                                                                      | Johan Gustafsson |                                                       | Arbitrage : Jussi Leppänen Tero Toivola |
| 12 min           | Pénalités                                                                                     | 10 min           |                                                       | Arbitrage : Jussi Leppänen Tero Toivola |
| 35               | Tirs                                                                                          | 35               |                                                       | Arbitrage : Jussi Leppänen Tero Toivola |

| 19 août 2011 | Slavia Prague | 2-6 (0-2, 1-3, 1-1) | Sparta Prague | Eden Aréna, Prague 2 280 spectateurs |

| Feuille de match | Feuille de match                                                                              | Feuille de match                | Feuille de match | Feuille de match         |
| ---------------- | --------------------------------------------------------------------------------------------- | ------------------------------- | --- | ------------------------ |
|                  | J. Doležal (P. Jelinek, L. Špelda) (SN) – 21 min 36 s J. Sklenář (J. Šulc) (SN) – 41 min 58 s | 0-1 0-2 0-3 0-4 1-4 1-5 2-5 2-6 | 0 min 38 s – P. Jansky (I. Rachunek, A. Lapšanský) 18 min 28 s – P. Tenkrát (P. Ton, M. Bližňák) 20 min 20 s – T. Milam 20 min 36 s – (SN) P. Ton (P. Tenkrát, A. Krstev) 24 min 39 s – (SN) P. Tenkrát (M. Sersen, T. Milam) 56 min 27 s – M. Bližňák (P. Ton, P. Tenkrát) | Arbitrage : Hruby Smitka |
| Miroslav Kopřiva | Gardiens                                                                                      | Martin Falter                   | | Arbitrage : Hruby Smitka |
| 44 min           | Pénalités                                                                                     | 58 min                          | | Arbitrage : Hruby Smitka |
| 31               | Tirs                                                                                          | 25                              | | Arbitrage : Hruby Smitka |

| 19 août 2011 | HIFK | 5-2 (2-1, 1-1, 2-0) | Luleå HF | Tikkurilan Valtti Areena, Vantaa 1 548 spectateurs |

| Feuille de match | Feuille de match | Feuille de match            | Feuille de match                                                                                             | Feuille de match                            |
| ---------------- | --- | --------------------------- | --- | ------------------------------------------- |
|                  | K. Hirschovits (M. Kankaanperä, J. Ahtola) (SN) – 14 min 32 s M. Granlund (V. Peltonen, M. Kousa) – 18 min 58 s V. Peltonen (T. Söderholm, M. Kankaanperä) – 29 min 25 s I. Melart (K. Hirschovits, J. Ahtola) – 41 min 38 s T. Söderholm (M. Granlund, E. Somervuori) (SN) – 53 min 3 s | 1-0 1-1 2-1 3-1 3-2 4-2 5-2 | 15 min 0 s – S. Hjalmarsson (E. Fälth, C. Abbott) 35 min 56 s – (SN) T. Jaakola (V. Viitaluoma, M. Fagerudd) | Arbitrage : Jukka Hakkarainen Tom Laaksonen |
| Juuso Riksman    | Gardiens | Johan Gustafsson            | | Arbitrage : Jukka Hakkarainen Tom Laaksonen |
| 14 min           | Pénalités | 8 min                       | | Arbitrage : Jukka Hakkarainen Tom Laaksonen |
| 30               | Tirs | 22                          | | Arbitrage : Jukka Hakkarainen Tom Laaksonen |

| 20 août 2011 | Jokerit | 1-4 (0-1, 1-3, 0-0) | Djurgårdens IF | Tikkurilan Valtti Areena, Vantaa |

| Feuille de match | Feuille de match                                  | Feuille de match    | Feuille de match | Feuille de match                          |
| ---------------- | ------------------------------------------------- | ------------------- | --- | ----------------------------------------- |
|                  | B. Eaves (I. Filppula, M. Nordlund) – 34 min 24 s | 0-1 0-2 1-2 1-3 1-4 | 9 min 31 s – (SN) K. Klubertanz (K. Ottosson, D. Tjärnqvist) 33 min 41 s – M. Kempe (M. Nilson, P. Åberg) 37 min 12 s – M. Nilson (G. Wesslau) 38 min 0 s – (SN) K. Ottosson (M. Nilson, K. Klubertanz) | Arbitrage : Tom Laaksonen Mikko Kaukokari |
| Eero Kilpeläinen | Gardiens                                          | Gustaf Wesslau      | | Arbitrage : Tom Laaksonen Mikko Kaukokari |
| 8 min            | Pénalités                                         | 14 min              | | Arbitrage : Tom Laaksonen Mikko Kaukokari |
| 35               | Tirs                                              | 23                  | | Arbitrage : Tom Laaksonen Mikko Kaukokari |

| 21 août 2011 | HIFK | 4-3 (pr) (3-0, 0-2, 0-1, 0-0, 1-0) | Djurgårdens IF | Tikkurilan Valtti Areena, Vantaa 1 800 spectateurs |

| Feuille de match | Feuille de match | Feuille de match            | Feuille de match | Feuille de match                          |
| ---------------- | --- | --------------------------- | --- | ----------------------------------------- |
|                  | M. Jokela (T. Söderholm, M. Granlund) – 9 min 7 s V. Peltonen (M. Granlund) (IN) – 10 min 24 s E. Pöysti (K. Hirschovits, T. Söderholm) – 19 min 40 s K. Hirschovits (M. Jokela, T. Söderholm) (SN) – 63 min 28 s | 1-0 2-0 3-0 3-1 3-2 3-3 4-3 | 25 min 21 s – (PP) A. Holmqvist (J. Boumedienne, M. Nilson) 36 min 47 s – F. Claesson (K. Ottosson, P. Åberg) 55 min 2 s – K. Klubertanz (M. Kempe) | Arbitrage : Mikko Kaukokari Tom Laaksonen |
| Jan Lundell      | Gardiens | Tim Sandberg                | | Arbitrage : Mikko Kaukokari Tom Laaksonen |
| 38 min           | Pénalités | 24 min                      | | Arbitrage : Mikko Kaukokari Tom Laaksonen |
| 34               | Tirs | 34                          | | Arbitrage : Mikko Kaukokari Tom Laaksonen |

| 25 août 2011 | Slavia Prague | 2-4 (0-3, 1-1, 1-0) | Jokerit | Eden Aréna, Prague 920 spectateurs |

| Feuille de match | Feuille de match                                                            | Feuille de match        | Feuille de match | Feuille de match                     |
| ---------------- | --------------------------------------------------------------------------- | ----------------------- | --- | ------------------------------------ |
|                  | V. Roth (P. Kadlec) (Double SN) – 20 min 42 s V. Růžička (SN) – 44 min 18 s | 0-1 0-2 0-3 1-3 1-4 2-4 | 13 min 34 s – (SN) T. Pulkkinen (A. Kerälä, J. Lahti) 15 min 15 s – J. Dehner 15 min 36 s – J. Lahti (T. Pulkkinen, T. Eronen) 20 min 56 s – (IN) B. Eaves (I. Filppula) | Arbitrage : Milan Minář Martin Fraňo |
| Miroslav Kopřiva | Gardiens                                                                    | Eero Kilpeläinen        | | Arbitrage : Milan Minář Martin Fraňo |
| 12 min           | Pénalités                                                                   | 14 min                  | | Arbitrage : Milan Minář Martin Fraňo |
| 31               | Tirs                                                                        | 40                      | | Arbitrage : Milan Minář Martin Fraňo |

| 25 août 2011 | Sparta Prague | 3-2 (0-0, 0-1, 3-1) | HIFK | Tesla Arena, Prague 988 spectateurs |

| Feuille de match | Feuille de match                                                                              | Feuille de match    | Feuille de match                                                  | Feuille de match           |
| ---------------- | --------------------------------------------------------------------------------------------- | ------------------- | ----------------------------------------------------------------- | -------------------------- |
|                  | P. Jansky (M. Sersen) – 45 min 47 s P. Tenkrát (P. Ton) – 47 min 40 s P. Tenkrát – 57 min 4 s | 0-1 1-1 2-1 2-2 3-2 | 21 min 55 s – C. Silfver (K. Hirschovits) 54 min 10 s – J. Ahtola | Arbitrage : Jerabek Soucek |
| Tomáš Pöpperle   | Gardiens                                                                                      | Juuso Riksman       |                                                                   | Arbitrage : Jerabek Soucek |
| 10 min           | Pénalités                                                                                     | 12 min              |                                                                   | Arbitrage : Jerabek Soucek |
| 33               | Tirs                                                                                          | 24                  |                                                                   | Arbitrage : Jerabek Soucek |

| 27 août 2011 | Sparta Prague | 2-4 (0-0, 0-4, 2-0) | Jokerit | Tesla Arena, Prague 842 spectateurs |

| Feuille de match | Feuille de match                                                                    | Feuille de match        | Feuille de match | Feuille de match                          |
| ---------------- | ----------------------------------------------------------------------------------- | ----------------------- | --- | ----------------------------------------- |
|                  | M. Broš (P. Jansky, I. Rachůnek)– 58 min 57 s Y. Treille (S. Treille) – 59 min 57 s | 0-1 0-2 0-3 0-4 1-4 2-4 | 21 min 36 s – J. Lahti 30 min 48 s – T. Pulkkinen (A. Kerälä, J. Lahti) 35 min 7 s – B. Eaves (N. Hardt, R. Hahl) 35 min 39 s – P. Kalus (R. Hahl, A-J. Niemi) | Arbitrage : Ján Hribik František Kalivoda |
| Martin Falter    | Gardiens                                                                            | Frans Tuohimaa          | | Arbitrage : Ján Hribik František Kalivoda |
| 14 min           | Pénalités                                                                           | 12 min                  | | Arbitrage : Ján Hribik František Kalivoda |
| 23               | Tirs                                                                                | 32                      | | Arbitrage : Ján Hribik František Kalivoda |

| 27 août 2011 | Slavia Prague | 2-3 (TB) (1-1, 0-0, 1-1, 0-0, 0-1) | HIFK | Eden Aréna, Prague 655 spectateurs |

| Feuille de match | Feuille de match                                                                                  | Feuille de match    | Feuille de match                                                                                | Feuille de match                  |
| ---------------- | ------------------------------------------------------------------------------------------------- | ------------------- | ----------------------------------------------------------------------------------------------- | --------------------------------- |
|                  | P. Kadlec (V. Roth, V. Růžička) (double SN) – 19 min 55 s T.Svoboda (en) (T. Kůrka) – 53 min 55 s | 0-1 1-1 1-2 2-2 2-3 | 4 min 20 s – (SN) E. Somervuori (T. Tallberg) 42 min 36 s – M. Åsten (T. Järvinen) Mi. Granlund | Arbitrage : Pavel Hodek Robin Sir |
| Dominik Furch    | Gardiens                                                                                          | Jan Lundell         |                                                                                                 | Arbitrage : Pavel Hodek Robin Sir |
| 12 min           | Pénalités                                                                                         | 20 min              |                                                                                                 | Arbitrage : Pavel Hodek Robin Sir |
| 41               | Tirs                                                                                              | 35                  |                                                                                                 | Arbitrage : Pavel Hodek Robin Sir |

| 1er septembre 2011 | Djurgårdens IF | 2-3 (1-0, 0-2, 1-1) | Luleå HF | Hovet, Stockholm 2 944 spectateurs |

| Feuille de match | Feuille de match | Feuille de match    | Feuille de match | Feuille de match                           |
| ---------------- | ---------------- | ------------------- | ---------------- | ------------------------------------------ |
|                  |                  | 1-0 1-1 1-2 2-2 2-3 |                  | Arbitrage : Thomas Andersson David Bergman |
| Gustaf Wesslau   | Gardiens         | Johan Gustafsson    |                  | Arbitrage : Thomas Andersson David Bergman |
| 95 min           | Pénalités        | 70 min              |                  | Arbitrage : Thomas Andersson David Bergman |
| 25               | Tirs             | 28                  |                  | Arbitrage : Thomas Andersson David Bergman |

|   | Équipe         | PJ | V | VP | DP | D | BP | BC | Diff. | Pts |
| 1 | Jokerit        | 8  | 6 | 0  | 0  | 2 | 29 | 18 | +11   | 18  |
| 2 | Luleå HF       | 8  | 4 | 1  | 0  | 3 | 23 | 21 | +2    | 14  |
| 3 | Djurgårdens IF | 8  | 4 | 0  | 1  | 3 | 25 | 20 | +5    | 13  |
| 4 | HIFK           | 8  | 3 | 2  | 0  | 3 | 24 | 19 | +5    | 13  |
| 5 | Sparta Prague  | 8  | 3 | 0  | 1  | 4 | 20 | 23 | –3    | 10  |
| 6 | Slavia Prague  | 8  | 2 | 0  | 1  | 5 | 18 | 29 | –11   | 7   |

### Division Sud
| 11 août 2011 | Pojišťovna Pardubice | 3-2 (1-0, 1-1, 1-1) | Linköpings HC | Arena Hradec Králové, Hradec Králové 1 342 spectateurs |

| Feuille de match | Feuille de match | Feuille de match    | Feuille de match                                                                                          | Feuille de match         |
| ---------------- | --- | ------------------- | --- | ------------------------ |
|                  | C. Elkins (V. Koci, A. Píša) (SN) – 18 min 27 s C. Elkins (M. Bartek) (SN) – 35 min 24 s D. Rakos (L. Radil) – 47 min 21 s | 1-0 1-1 2-1 3-1 3-2 | 28 min 31 s – (SN) K. Dahlbeck (P. Arlbrandt) 56 min 53 s – (SN) C. Söderberg (M. Håkanson, M. Johansson) | Arbitrage : Homola Polak |
| Martin Ruzicka   | Gardiens | Fredrik Norrena     | | Arbitrage : Homola Polak |
| 44 min           | Pénalités | 28 min              | | Arbitrage : Homola Polak |
| 35               | Tirs | 26                  | | Arbitrage : Homola Polak |

| 13 août 2011 | Pojišťovna Pardubice | 3-2 (1-0, 0-0, 2-2) | HV71 | ČEZ Arena, Pardubice 3 528 spectateurs |

| Feuille de match | Feuille de match | Feuille de match    | Feuille de match                                   | Feuille de match            |
| ---------------- | --- | ------------------- | -------------------------------------------------- | --------------------------- |
|                  | T. Nosek (M. Bartek, C. Elkins) – 6 min 54 s L. Radil (T. Zohorna, D. Rakos) – 41 min 48 s T. Zohorna (D. Rakos, M. Bartek) – 45 min 11 s | 1-0 1-1 2-1 3-1 3-2 | 40 min 34 s – J. Joensen 52 min 4 s – J. Thörnberg | Arbitrage : Kalivoda Smitka |
| Martin Ruzicka   | Gardiens | Andreas Andersson   |                                                    | Arbitrage : Kalivoda Smitka |
| 26 min           | Pénalités | 18 min              |                                                    | Arbitrage : Kalivoda Smitka |
| 27               | Tirs | 32                  |                                                    | Arbitrage : Kalivoda Smitka |

| 13 août 2011 | Kometa Brno | 5-4 (TB) (0-2, 2-2, 2-0, 0-0, 1-0) | Linköpings HC | Hala Rondo, Brno 3 946 spectateurs |

| Feuille de match | Feuille de match | Feuille de match                    | Feuille de match | Feuille de match           |
| ---------------- | --- | ----------------------------------- | --- | -------------------------- |
|                  | T. Pospíšil (A. Podkonicky) (SN) – 31 min 22 s T. Pospíšil (T. Žižka) – 35 min 4 s A. Podkonický (T. Žižka) – 54 min 15 s M. Holec (R. Erat, T. Malec) – 55 min 13 s T. Pospíšil | 0-1 0-2 0-3 1-3 2-3 2-4 3-4 4-4 5-4 | 12 min 10 s – (SN) A. Molinder (C. Söderberg, M. Johansson) 14 min 39 s – M. Håkanson (E. Lindhagen) 22 min 31 s – (SN) A. Jämtin (C. Söderberg) 37 min 39 s – M. Håkanson (J. Åkerman) | Arbitrage : Homola Jerabek |
| Sasu Hovi        | Gardiens | Fredrik Norrena                     | | Arbitrage : Homola Jerabek |
| 30 min           | Pénalités | 34 min                              | | Arbitrage : Homola Jerabek |
| 27               | Tirs | 29                                  | | Arbitrage : Homola Jerabek |

| 14 août 2011 | Kometa Brno | 2-3 (1-1, 0-0, 1-2) | HV71 | Hala Rondo, Brno 3 355 spectateurs |

| Feuille de match | Feuille de match                                                    | Feuille de match    | Feuille de match | Feuille de match          |
| ---------------- | ------------------------------------------------------------------- | ------------------- | --- | ------------------------- |
|                  | T. Pospíšil (T. Žižka) (PP) – 3 min 42 s R. Erat (SN) – 56 min 36 s | 1-0 1-1 1-2 1-3 2-3 | 8 min 49 s – J. Voutilainen (J. Davidsson, J. Fasth) (SN) 42 min 14 s – A. Falk (J. Fasth) 45 min 22 s – J. Davidsson (N. Welch) | Arbitrage : Vaculik Minar |
| Jiří Trvaj       | Gardiens                                                            | Daniel Larsson      | | Arbitrage : Vaculik Minar |
| 14 min           | Pénalités                                                           | 22 min              | | Arbitrage : Vaculik Minar |
| 30               | Tirs                                                                | 24                  | | Arbitrage : Vaculik Minar |

| 17 août 2011 | Bílí Tygři Liberec | 1-2 (0-0, 0-2, 1-0) | Kometa Brno | Svijanská Aréna, Liberec 1 500 spectateurs |

| Feuille de match | Feuille de match                                      | Feuille de match | Feuille de match                                                                          | Feuille de match                          |
| ---------------- | ----------------------------------------------------- | ---------------- | ----------------------------------------------------------------------------------------- | ----------------------------------------- |
|                  | J. Kudrna (D. Bortnak, M. Čakajík) (SN) – 54 min 50 s | 0-1 0-2 1-2      | 25 min 18 s – H. Zohorna (J. Svrcek) 39 min 38 s – (PP) J. Svrcek (T. Pospíšil, T. Žižka) | Arbitrage : Jan Hribik Frantisek Kalivoda |
| Tomáš Vošvrda    | Gardiens                                              | Sasu Hovi        |                                                                                           | Arbitrage : Jan Hribik Frantisek Kalivoda |
| 12 min           | Pénalités                                             | 14 min           |                                                                                           | Arbitrage : Jan Hribik Frantisek Kalivoda |
| 34               | Tirs                                                  | 31               |                                                                                           | Arbitrage : Jan Hribik Frantisek Kalivoda |

| 18 août 2011 | Adler Mannheim | 5-4 (0-0, 1-0, 4-4) | Kometa Brno | Tiroler Wasserkraft Arena, Innsbruck 650 spectateurs |

| Feuille de match | Feuille de match | Feuille de match                    | Feuille de match | Feuille de match                                   |
| ---------------- | --- | ----------------------------------- | --- | -------------------------------------------------- |
|                  | A. Mitchell (Y. Seidenberg, J. Sifers) – 29 min 59 s F. Mauer (C. Ullmann, Y. Seidenberg) – 40 min 40 s J. Sifers (S. Wagner, Y. Seidenberg) (SN) – 47 min 55 s A. Mitchell (C. Lee, Y. Lehoux) (SN) – 51 min 27 s F. Mauer (Y. Lehoux, K. Magowan) – 59 min 1 s | 1-0 2-0 2-1 2-2 3-2 4-2 4-3 5-3 5-4 | 43 min 3 s – P. Šenkeřík (J. Křivohlávek 47 min 3 s – (IN) T. Pospíšil (A. Podkonický) 48 min 3 s – (SN) R. Bičánek (P. Hubáček) 59 min 48 s – R. Erat (T. Pospíšil, M. Kempný) | Arbitrage : Daniel Piechaczek Florian Zehetleitner |
| Felix Brückmann  | Gardiens | Jiří Trvaj                          | | Arbitrage : Daniel Piechaczek Florian Zehetleitner |
| 10 min           | Pénalités | 16 min                              | | Arbitrage : Daniel Piechaczek Florian Zehetleitner |
| 32               | Tirs | 26                                  | | Arbitrage : Daniel Piechaczek Florian Zehetleitner |

| 18 août 2011 | Bílí Tygři Liberec | 2-1 (pr) (0-0, 0-0, 1-1, 1-0) | Pojišťovna Pardubice | Svijanská Aréna, Liberec 1 500 spectateurs |

| Feuille de match | Feuille de match                                                           | Feuille de match  | Feuille de match                               | Feuille de match                    |
| ---------------- | -------------------------------------------------------------------------- | ----------------- | ---------------------------------------------- | ----------------------------------- |
|                  | M. Bartovič (M. Bárta) – 52 min 23 s M. Bartovič (P. Nedvěd) – 60 min 52 s | 0-1 1-1 2-1       | 41 min 55 s – R. Kousal (L. Nahodil, J. Kolar) | Arbitrage : Jan Hribik Jakub Smitka |
| Tomáš Vošvrda    | Gardiens                                                                   | Vladislav Koutsky |                                                | Arbitrage : Jan Hribik Jakub Smitka |
| 10 min           | Pénalités                                                                  | 12 min            |                                                | Arbitrage : Jan Hribik Jakub Smitka |
| 28               | Tirs                                                                       | 25                |                                                | Arbitrage : Jan Hribik Jakub Smitka |

| 20 août 2011 | Adler Mannheim | 1-0 (1-0, 0-0, 0-0) | Pojišťovna Pardubice | Tiroler Wasserkraft Arena, Innsbruck 900 spectateurs |

| Feuille de match | Feuille de match                                | Feuille de match | Feuille de match | Feuille de match                                   |
| ---------------- | ----------------------------------------------- | ---------------- | ---------------- | -------------------------------------------------- |
|                  | D. Reul (F. Mauer, Y. Seidenberg) – 12 min 25 s | 1-0              |                  | Arbitrage : Daniel Piechaczek Florian Zehetleitner |
| Felix Brückmann  | Gardiens                                        | Martin Ruzicka   |                  | Arbitrage : Daniel Piechaczek Florian Zehetleitner |
| 32 min           | Pénalités                                       | 30 min           |                  | Arbitrage : Daniel Piechaczek Florian Zehetleitner |
| 13               | Tirs                                            | 42               |                  | Arbitrage : Daniel Piechaczek Florian Zehetleitner |

| 23 août 2011 | HV71 | 2-3 (pr) (1-0, 1-2, 0-0, 0-1) | Linköpings HC | Bredstorpshallen, Tranås 1 274 spectateurs |

| Feuille de match | Feuille de match                                                                                            | Feuille de match    | Feuille de match | Feuille de match                              |
| ---------------- | --- | ------------------- | --- | --------------------------------------------- |
|                  | F. Bremberg (J. Thörnberg, N. Welch) – 6 min 56 s J. Voutilainen (J. Davidsson, P. Ledin) (SN) – 34 min 3 s | 1-0 1-1 1-2 2-2 2-3 | 29 min 28 s – (SN) A. Jämtin (M. Håkanson, M. Johansson) 29 min 49 s – V. Jigmalm (E. Lindhagen) 64 min 5 s – J. Erikson (M. Håkanson, J. Åkerman) | Arbitrage : Christer Lärking Niclas Johansson |
| Daniel Larsson   | Gardiens | Christian Engstrand | | Arbitrage : Christer Lärking Niclas Johansson |
| 6 min            | Pénalités                                                                                                   | 12 min              | | Arbitrage : Christer Lärking Niclas Johansson |
| 43               | Tirs | 35                  | | Arbitrage : Christer Lärking Niclas Johansson |

| 25 août 2011 | HV71 | 0-3 (0-2, 0-0, 0-1) | Bílí Tygři Liberec | Nässjö Ishall, Nässjö 812 spectateurs |

| Feuille de match  | Feuille de match | Feuille de match | Feuille de match | Feuille de match                          |
| ----------------- | ---------------- | ---------------- | --- | ----------------------------------------- |
|                   |                  | 0-1 0-2 0-3      | 9 min 21 s – P. Nedvěd (M. Trončinský) 12 min 59 s – J. Kudrna (A. Dušek, J. Výtisk) 58 min 40 s – (cage vide) D. Špaček (D. Štich) | Arbitrage : Morgan Johansson Marcus Linde |
| Andreas Andersson | Gardiens         | Tomáš Vošvrda    | | Arbitrage : Morgan Johansson Marcus Linde |
| 22 min            | Pénalités        | 20 min           | | Arbitrage : Morgan Johansson Marcus Linde |
| 39                | Tirs             | 30               | | Arbitrage : Morgan Johansson Marcus Linde |

| 25 août 2011 | Linköpings HC | 2-0 (1-0, 0-0, 1-0) | Adler Mannheim | Stångebrohallen, Linköping 1 653 spectateurs |

| Feuille de match    | Feuille de match | Feuille de match | Feuille de match | Feuille de match                          |
| ------------------- | --- | ---------------- | ---------------- | ----------------------------------------- |
|                     | M. Håkanson (R. Figren, E. Lindhagen) (SN) – 19 min 3 s N. Hävelid (P. Arlbrandt, C. Söderberg) (double SN) – 56 min 36 s | 1-0 2-0          |                  | Arbitrage : Pär Claesson Niklas Johansson |
| Christian Engstrand | Gardiens | Felix Brückmann  |                  | Arbitrage : Pär Claesson Niklas Johansson |
| 12 min              | Pénalités | 16 min           |                  | Arbitrage : Pär Claesson Niklas Johansson |
| 26                  | Tirs | 30               |                  | Arbitrage : Pär Claesson Niklas Johansson |

| 27 août 2011 | Linköpings HC | 1-2 (TB) (0-0, 0-1, 1-0, 0-0, 0-1) | Bílí Tygři Liberec | Stångebrohallen, Linköping 1 148 spectateurs |

| Feuille de match | Feuille de match                                        | Feuille de match | Feuille de match                          | Feuille de match                           |
| ---------------- | ------------------------------------------------------- | ---------------- | ----------------------------------------- | ------------------------------------------ |
|                  | R. Figren (E. Lindhagen, J. Åkerman) (SN) – 55 min 49 s | 0-1 1-1 1-2      | 12 min 20 s – D. Stich (D. Hay) P. Nedvěd | Arbitrage : Wolmer Edqvist Mikael Sjökvist |
| Fredrik Norrena  | Gardiens                                                | Marek Pinc       |                                           | Arbitrage : Wolmer Edqvist Mikael Sjökvist |
| 10 min           | Pénalités                                               | 14 min           |                                           | Arbitrage : Wolmer Edqvist Mikael Sjökvist |
| 37               | Tirs                                                    | 28               |                                           | Arbitrage : Wolmer Edqvist Mikael Sjökvist |

| 27 août 2011 | Pojišťovna Pardubice | 5-4 (1-2, 3-0, 1-2) | Kometa Brno | ČEZ Aréna, Pardubice 1 862 spectateurs |

| Feuille de match | Feuille de match | Feuille de match                    | Feuille de match | Feuille de match                     |
| ---------------- | --- | ----------------------------------- | --- | ------------------------------------ |
|                  | P. Koukal (L. Nahodil) – 0 min 42 s A. Píša (J. Stary) (SN) – 23 min 15 s J. Sim (T. Zohorna, D. Rakos) – 28 min 58 s J. Buchtele (C. Borer, V. Benák) (SN) – 36 min 2 s Martin Bartek (D. Rakos, T. Zohorna) – 57 min 53 s | 1-0 1-1 1-2 2-2 3-2 4-2 4-3 4-4 5-4 | 4 min 51 s – M. Kempný 11 min 9 s – B. Jankovič (R. Hruška) 43 min 27 s – J. Koreis (J. Svoboda) 46 min 44 s – J. Svoboda (J. Koreis) | Arbitrage : Milan Minář Jakub Smitka |
| Martin Růžička   | Gardiens | Jiří Trvaj                          | | Arbitrage : Milan Minář Jakub Smitka |
| 33 min           | Pénalités | 10 min                              | | Arbitrage : Milan Minář Jakub Smitka |
| 24               | Tirs | 34                                  | | Arbitrage : Milan Minář Jakub Smitka |

| 27 août 2011 | HV71 | 4-3 (0-0, 2-2, 2-1) | Adler Mannheim | Aplarinken, Värnamo 890 spectateurs |

| Feuille de match  | Feuille de match | Feuille de match            | Feuille de match | Feuille de match                           |
| ----------------- | --- | --------------------------- | --- | ------------------------------------------ |
|                   | F. Bremberg (M. Luoma, D. Rahimi) – 2 min 29 s J. Voutilainen (M. Luoma, J. Davidsson) (SN) – 6 min 51 s J. Joensuu (J. Krog, N. Welch) – 46 min 2 s P. Ledin (J. Voutilainen, J. Davidsson) – 51 min 19 s | 1-0 2-0 2-1 2-2 3-2 4-2 4-3 | 12 min 21 s – R. Adendt (S. Wagner, Y. Seidenberg) 19 min 56 s – (SN) S. Wagner (C. MacDonald, Y. Seidenberg) 53 min 9 s – C. MacDonald (J. Sifers, M. Plachta) | Arbitrage : Morgan Johansson Pehr Claesson |
| Andreas Andersson | Gardiens | Patrick Galbraith           | | Arbitrage : Morgan Johansson Pehr Claesson |
| 12 min            | Pénalités | 10 min                      | | Arbitrage : Morgan Johansson Pehr Claesson |
| 30                | Tirs | 24                          | | Arbitrage : Morgan Johansson Pehr Claesson |

| 1er septembre 2011 | Bílí Tygři Liberec | 1-3 (0-1, 0-1, 1-1) | Adler Mannheim | Tipsport Arena, Liberec 2 056 spectateurs |

| Feuille de match | Feuille de match | Feuille de match  | Feuille de match | Feuille de match          |
| ---------------- | ---------------- | ----------------- | ---------------- | ------------------------- |
|                  |                  | 0-1 0-2 1-2 1-3   |                  | Arbitrage : Hribik Homola |
| Tomas Vosvrda    | Gardiens         | Patrick Galbraith |                  | Arbitrage : Hribik Homola |
| 10 min           | Pénalités        | 16 min            |                  | Arbitrage : Hribik Homola |
| 27               | Tirs             | 22                |                  | Arbitrage : Hribik Homola |

|   | Équipe             | PJ | V | VP | DP | D | BP | BC | Diff. | Pts |
| 1 | Eaton Pardubice    | 8  | 4 | 1  | 1  | 2 | 23 | 21 | +2    | 15  |
| 2 | Linköpings HC      | 8  | 3 | 1  | 2  | 2 | 19 | 18 | +1    | 13  |
| 3 | Adler Mannheim     | 8  | 4 | 0  | 0  | 4 | 22 | 24 | –2    | 12  |
| 4 | HV71               | 8  | 3 | 0  | 1  | 4 | 15 | 21 | –6    | 10  |
| 5 | Kometa Brno        | 8  | 1 | 2  | 0  | 5 | 16 | 19 | –3    | 7   |
| 6 | Bílí Tygři Liberec | 8  | 1 | 1  | 0  | 6 | 20 | 27 | –7    | 5   |

### Matchs inter-divisions

#### Division Ouest contre Division Nord
| 14 août 2011 | Djurgårdens IF | 4-2 (1-1, 2-1, 1-0) | Red Bull Salzbourg | Hovet, Stockholm 1 818 spectateurs |

| Feuille de match | Feuille de match | Feuille de match        | Feuille de match                                                                      | Feuille de match                          |
| ---------------- | --- | ----------------------- | ------------------------------------------------------------------------------------- | ----------------------------------------- |
|                  | M. Carlsson (C. Eklund) – 18 min 11 s J. Norman (P. Cehlin, M. Carlsson) – 25 min 28 s P. Holm (P. Cehlin) – 39 min 53 s A. Holmqvist (P. Cehlin, J. Boumedienne) – 54 min 38 s | 0-1 1-1 1-2 2-2 3-2 4-2 | 17 min 28 s – T. Raffl (R. Earl) 23 min 32 s – (PP) B. Aubin (D. Erlich, M. Trattnig) | Arbitrage : Niclas Johansson Ulf Rönnmark |
| Tim Sandberg     | Gardiens | Thomas Höneckl          |                                                                                       | Arbitrage : Niclas Johansson Ulf Rönnmark |
| 39 min           | Pénalités | 39 min                  |                                                                                       | Arbitrage : Niclas Johansson Ulf Rönnmark |
| 24               | Tirs | 41                      |                                                                                       | Arbitrage : Niclas Johansson Ulf Rönnmark |

| 14 août 2011 | TPS | 2-0 (0-0, 1-0, 1-0) | Slavia Prague | HK Arena, Turku 2 673 spectateurs |

| Feuille de match | Feuille de match                                                                       | Feuille de match | Feuille de match | Feuille de match                            |
| ---------------- | -------------------------------------------------------------------------------------- | ---------------- | ---------------- | ------------------------------------------- |
|                  | M. Anttila (G. Raboin) – 22 min 17 s T. Plihal (T. Seppänen) (cage vide) – 59 min 58 s | 1-0 2-0          |                  | Arbitrage : Stefan Fonselius Aleksi Rantala |
| Marek Schwarz    | Gardiens                                                                               | Miroslav Kopriva |                  | Arbitrage : Stefan Fonselius Aleksi Rantala |
| 10 min           | Pénalités                                                                              | 18 min           |                  | Arbitrage : Stefan Fonselius Aleksi Rantala |
| 30               | Tirs                                                                                   | 29               |                  | Arbitrage : Stefan Fonselius Aleksi Rantala |

| 21 août 2011 | Jokerit Helsinki | 7-3 (1-1, 5-2, 1-0) | Frölunda HC | Tikkurilan Valtti-Areena, Tikkurila 1 284 spectateurs |

| Feuille de match | Feuille de match | Feuille de match                        | Feuille de match | Feuille de match                             |
| ---------------- | --- | --------------------------------------- | --- | -------------------------------------------- |
|                  | T. Pulkkinen (J. Klingberg, A. Kerälä) (SN) – 4 min 22 s I. Filppula (B. Eaves, M. Hännikäinen) – 25 min 24 s R. Hahl (M. Nordlund) (IN) – 36 min 4 s W. Wallén (I. Filppula, J. Dehner) – 37 min 1 s J. Rita (H. Heino, R. Hahl) – 38 min 48 s B. Eaves (I. Filppula, R. Hahl) – 39 min 29 s N. Tuhkanen (I. Filppula, B. Eaves) – 58 min 14 s | 1-0 1-1 1-2 2-2 2-3 3-3 4-3 5-3 6-3 7-3 | 7 min 7 s – D. Umicevic (H. Tömmernes) 24 min 23 s – J. Tolsa 32 min 33 s – (SN) C. Persson (F. Eriksson, T. Koivisto) | Arbitrage : Jukka Hakkarainen Mikko Vanninen |
| Zoltán Hetényi   | Gardiens | Magnus Hellberg Frederik Andersen       | | Arbitrage : Jukka Hakkarainen Mikko Vanninen |
| 8 min            | Pénalités | 58 min                                  | | Arbitrage : Jukka Hakkarainen Mikko Vanninen |
| 33               | Tirs | 35                                      | | Arbitrage : Jukka Hakkarainen Mikko Vanninen |

| 27 août 2011 | Luleå HF | 5-2 (0-1, 3-0, 2-1) | Färjestads BK | Lombiahallen, Kiruna 2 026 spectateurs |

| Feuille de match | Feuille de match | Feuille de match            | Feuille de match                                       | Feuille de match                            |
| ---------------- | --- | --------------------------- | ------------------------------------------------------ | ------------------------------------------- |
|                  | J. Vihko (V. Viitaluoma, S. Hjalmarsson) (SN) – 9 min 13 s J. Berglund (J. Fransson, C. Abbott) – 10 min 14 s J. Harju (N. Olausson) – 19 min 0 s J. Harju (SN) – 41 min 36 s D. Fleury (J. Fransson, K. Karlsson) (cage vide) – 58 min 45 s | 0-1 1-1 2-1 3-1 4-1 4-2 5-2 | 6 min 40 s – (IN) A. Bastiansen 54 min 31 s – P. Lundh | Arbitrage : Thomas Andersson Patrik Sjöberg |
| David Rautio     | Gardiens | Fredrik Pettersson-Wentzel  |                                                        | Arbitrage : Thomas Andersson Patrik Sjöberg |
| 6 min            | Pénalités | 12 min                      |                                                        | Arbitrage : Thomas Andersson Patrik Sjöberg |
| 31               | Tirs | 28                          |                                                        | Arbitrage : Thomas Andersson Patrik Sjöberg |

| 2 septembre 2011 | Tappara | 2-3 (0-0, 2-3, 0-0) | HIFK | Expert Arena, Kotka 1 608 spectateurs |

| Feuille de match | Feuille de match | Feuille de match    | Feuille de match | Feuille de match                          |
| ---------------- | ---------------- | ------------------- | ---------------- | ----------------------------------------- |
|                  |                  | 0-1 1-1 1-2 2-2 2-3 |                  | Arbitrage : Jani Luoma-Aho Teemu Salminen |
| Jani Nieminen    | Gardiens         | Jan Lundell         |                  | Arbitrage : Jani Luoma-Aho Teemu Salminen |
| 4 min            | Pénalités        | 16 min              |                  | Arbitrage : Jani Luoma-Aho Teemu Salminen |
| 35               | Tirs             | 26                  |                  | Arbitrage : Jani Luoma-Aho Teemu Salminen |

| 3 septembre 2011 | Sparta Prague | 2-1 (1-0, 0-0, 1-1) | Eisbären Berlin | Tesla Arena, Prague 1 901 spectateurs |

| Feuille de match | Feuille de match | Feuille de match | Feuille de match | Feuille de match                             |
| ---------------- | ---------------- | ---------------- | ---------------- | -------------------------------------------- |
|                  |                  | 1-0 2-0 2-1      |                  | Arbitrage : František Kalivoda Štěpán Souček |
| Tomáš Pöpperle   | Gardiens         | Rob Zepp         |                  | Arbitrage : František Kalivoda Štěpán Souček |
| 39 min           | Pénalités        | 64 min           |                  | Arbitrage : František Kalivoda Štěpán Souček |
| 33               | Tirs             | 29               |                  | Arbitrage : František Kalivoda Štěpán Souček |

#### Division Ouest contre Division Sud
| 21 août 2011 | Red Bull Salzbourg | 3-2 (0-1, 1-1, 2-0) | Kometa Brno | Eisarena Salzbourg, Salzbourg 1 100 spectateurs |

| Feuille de match | Feuille de match | Feuille de match    | Feuille de match                                                                           | Feuille de match                               |
| ---------------- | --- | ------------------- | ------------------------------------------------------------------------------------------ | ---------------------------------------------- |
|                  | T. Raffl (J. Williams, R. Abid) (SN) – 25 min 3 s D. Welser (R. Earl, R. Abid) (SN) – 43 min 42 s R. Earl (R. Abid) (IN) – 51 min 9 s | 0-1 0-2 1-2 2-2 3-2 | 3 min 41 s – (SN) L. Čermák (P. Hubáček, R. Bičánek) 23 min 28 s – (SN) M. Holec (R. Erat) | Arbitrage : Thomas Bernecker Christian Potocan |
| Joshua Tordjman  | Gardiens | Sasu Hovi           |                                                                                            | Arbitrage : Thomas Bernecker Christian Potocan |
| 16 min           | Pénalités | 30 min              |                                                                                            | Arbitrage : Thomas Bernecker Christian Potocan |
| 30               | Tirs | 45                  |                                                                                            | Arbitrage : Thomas Bernecker Christian Potocan |

| 22 août 2011 | Tappara | 5-6 (TB) (3-0, 1-2, 1-3, 0-0, 0-1) | Pojišťovna Pardubice | Hakametsä Areena, Tampere 2 580 spectateurs |

| Feuille de match | Feuille de match | Feuille de match                            | Feuille de match | Feuille de match                            |
| ---------------- | --- | ------------------------------------------- | --- | ------------------------------------------- |
|                  | J. Leimu (J. Cepis, J. Peltola) – 4 min 56 s S. Venäläinen (A. Erkinjuntti, J. Leimu) – 6 min 23 s J. Leimu (T. Mäntylä, A. Erkinjuntti) – 15 min 44 s J. Tenute (P. Saravo, K. Strömberg) (SN) – 39 min 29 s M. Männikkö (J. Leimu) (SN) – 50 min 53 s | 1-0 2-0 3-0 3-1 3-2 4-2 4-3 5-3 5-4 5-5 5-6 | 23 min 35 s – T. Zohorna (V. Koci, M. Bartek) 29 min 53 s – P. Koukal 48 min 33 s – R. Kousal (L. Radil, V. Benák) 52 min 37 s – (SN) J. Kolar (A. Píša, J. Kolar) 56 min 58 s – (SN) P. Koukal (J. Kolar, J. Stary) M. Bartek | Arbitrage : Hannu Henriksson Jari Leppäalho |
| Jani Nieminen    | Gardiens | Vladislav Koutský                           | | Arbitrage : Hannu Henriksson Jari Leppäalho |
| 12 min           | Pénalités | 16 min                                      | | Arbitrage : Hannu Henriksson Jari Leppäalho |
| 27               | Tirs | 38                                          | | Arbitrage : Hannu Henriksson Jari Leppäalho |

| 28 août 2011 | Frölunda Indians | 5-1 (1-0, 2-0, 2-1) | Adler Mannheim | Frölunda Campus, Göteborg 1 370 spectateurs |

| Feuille de match | Feuille de match | Feuille de match        | Feuille de match                         | Feuille de match                            |
| ---------------- | --- | ----------------------- | ---------------------------------------- | ------------------------------------------- |
|                  | T. Koivisto (M. Johansson, V. Svedberg) – 6 min 27 s S. Collberg (J. Sundström, P. Johnsson) – 23 min 21 s H. Tömmernes (C. Bäckman, M. Kahnberg) (SN) – 27 min 0 s P. von Gunten (M. Olimb) (PP) – 48 min 59 s P. von Gunten (M. Olimb, P. Johnsson) (SN) – 57 min 23 s | 1-0 2-0 3-0 4-0 4-1 5-1 | 51 min 24 s – (PP) M. Glumac (S. Wagner) | Arbitrage : Marcus Vinnerborg Sören Persson |
| Magnus Hellberg  | Gardiens | Felix Brückmann         |                                          | Arbitrage : Marcus Vinnerborg Sören Persson |
| 10 min           | Pénalités | 30 min                  |                                          | Arbitrage : Marcus Vinnerborg Sören Persson |
| 29               | Tirs | 23                      |                                          | Arbitrage : Marcus Vinnerborg Sören Persson |

| 1er septembre 2011 | Färjestads BK | 2-0 (0-0, 1-0, 1-0) | HV71 | Åmåls Ishall, Åmål 786 spectateurs |

| Feuille de match     | Feuille de match                                                                        | Feuille de match | Feuille de match | Feuille de match                      |
| -------------------- | --------------------------------------------------------------------------------------- | ---------------- | ---------------- | ------------------------------------- |
|                      | 38 min 12 s, R. Wallin (P. Åslund, C. Berglund) 43 min 51 s, M. Holtet (P. Wennerström) | 1-0 2-0          |                  | Arbitrage : Mikael Holm Sören Persson |
| Cristopher Nihlstorp | Gardiens                                                                                | Daniel Larsson   |                  | Arbitrage : Mikael Holm Sören Persson |
| 6 min                | Pénalités                                                                               | 10 min           |                  | Arbitrage : Mikael Holm Sören Persson |
| 29                   | Tirs                                                                                    | 17               |                  | Arbitrage : Mikael Holm Sören Persson |

| 4 septembre 2011 | Bílí Tygři Liberec | 4-5 (2-1, 1-3, 1-1) | Eisbären Berlin | Tipsport Arena, Liberec 2 824 spectateurs |

| Feuille de match | Feuille de match | Feuille de match                    | Feuille de match | Feuille de match                     |
| ---------------- | ---------------- | ----------------------------------- | ---------------- | ------------------------------------ |
|                  |                  | 1-0 2-0 2-1 2-2 2-3 3-3 3-4 4-4 4-5 |                  | Arbitrage : Martin Homola Ján Hribik |
| Tomáš Vošvrda    | Gardiens         | Kevin Nastiuk                       |                  | Arbitrage : Martin Homola Ján Hribik |
| 22 min           | Pénalités        | 16 min                              |                  | Arbitrage : Martin Homola Ján Hribik |
| 32               | Tirs             | 28                                  |                  | Arbitrage : Martin Homola Ján Hribik |

| 4 septembre 2011 | Linköpings HC | 4-1 (0-0, 2-1, 2-0) | TPS | Woodyhallen, Katrineholm 634 spectateurs |

| Feuille de match | Feuille de match | Feuille de match    | Feuille de match | Feuille de match                      |
| ---------------- | ---------------- | ------------------- | ---------------- | ------------------------------------- |
|                  |                  | 1-0 2-0 2-1 3-1 4-1 |                  | Arbitrage : Mikael Nord David Bergman |
| Fredrik Norrena  | Gardiens         | Marek Schwarz       |                  | Arbitrage : Mikael Nord David Bergman |
| 18 min           | Pénalités        | 18 min              |                  | Arbitrage : Mikael Nord David Bergman |
| 27               | Tirs             | 31                  |                  | Arbitrage : Mikael Nord David Bergman |

#### Division Ouest contre Division Est
| 21 août 2011 | Eisbären Berlin | 4-2 (2-0, 0-0, 2-2) | Slovan Bratislava | O2 World, Berlin 7 600 spectateurs |

| Feuille de match | Feuille de match | Feuille de match        | Feuille de match                                                                                            | Feuille de match                          |
| ---------------- | --- | ----------------------- | --- | ----------------------------------------- |
|                  | T. J. Mulock (R. Regehr, S. Ustorf) – 12 min 51 s T. J. Mulock (F. Busch, R. Regehr) – 15 min 16 s T. J. Mulock (J. Talbot, F. Busch) (SN) – 46 min 42 s D. Olver (B. Tallackson, R. Regehr) – 55 min 32 s | 1-0 2-0 2-1 3-1 4-1 4-2 | 45 min 0 s – (SN) J. Lipiansky (M. Hudec, R. Kukumberg) 57 min 49 s – P. Sisovsky (R. Kukumberg, A. Kudrna) | Arbitrage : Georg Jakublov Jens Steinecke |
| Kevin Nastiuk    | Gardiens | Branislav Konrád        | | Arbitrage : Georg Jakublov Jens Steinecke |
| 42 min           | Pénalités | 71 min                  | | Arbitrage : Georg Jakublov Jens Steinecke |
| 38               | Tirs | 32                      | | Arbitrage : Georg Jakublov Jens Steinecke |

| 21 août 2011 | Kärpät Oulu | 2-1 (TB) (0-0, 1-0, 0-1, 0-0, 1-0) | Färjestads BK | Kokkola Arena, Kokkola 1 992 spectateurs |

| Feuille de match | Feuille de match                           | Feuille de match     | Feuille de match                                 | Feuille de match                        |
| ---------------- | ------------------------------------------ | -------------------- | ------------------------------------------------ | --------------------------------------- |
|                  | M. Vondrka (SH) – 30 min 46 s J-P. Haataja | –0 1-1 2-1           | 55 min 37 s – C. Berglund (P. Åslund, M. Nygren) | Arbitrage : Timo Favorin Anssi Salomäki |
| Ville Hostikka   | Gardiens                                   | Cristopher Nihlstorp |                                                  | Arbitrage : Timo Favorin Anssi Salomäki |
| 18 min           | Pénalités                                  | 16 min               |                                                  | Arbitrage : Timo Favorin Anssi Salomäki |
| 37               | Tirs                                       | 35                   |                                                  | Arbitrage : Timo Favorin Anssi Salomäki |

| 28 août 2011 | Plzeň 1929 | 4-0 (1-0, 1-0, 2-0) | Tappara | ČEZ Aréna, Plzeň |

| Feuille de match | Feuille de match | Feuille de match | Feuille de match | Feuille de match                           |
| ---------------- | --- | ---------------- | ---------------- | ------------------------------------------ |
|                  | T. Frolo (J. Hlinka) – 12 min 53 s T. Vlasák (Radek Duda) (IN) – 39 min 59 s J. Hlinka (O. Kratěna) – 54 min 51 s J. Kovář (M. Straka) (cage vide) – 58 min 20 s | 1-0 2-0 3-0 4-0  |                  | Arbitrage : Vladimir Sindler Roman Svoboda |
| Marek Mazanec    | Gardiens | Juha Metsola     |                  | Arbitrage : Vladimir Sindler Roman Svoboda |
| 8 min            | Pénalités | 2 min            |                  | Arbitrage : Vladimir Sindler Roman Svoboda |
| 31               | Tirs | 25               |                  | Arbitrage : Vladimir Sindler Roman Svoboda |

| 28 août 2011 | Vienna Capitals | 4-3 (pr) (1-3, 1-0, 1-0, 1-0) | TPS | Albert Schultz Eishalle, Vienne 3 800 spectateurs |

| Feuille de match | Feuille de match | Feuille de match            | Feuille de match | Feuille de match                            |
| ---------------- | --- | --------------------------- | --- | ------------------------------------------- |
|                  | J. Ferland (B. Gratton, D. Bjornlie) (SN) – 19 min 27 s J. Ferland (B. Gratton, D. Bjornlie) (double SN) – 27 min 22 s R. Lupaschuk (B. Gratton, F. Gunnarsson) (SN) – 46 min 11 s D. Bjornlie (J. Ferland, B. Gratton) (SN) – 60 min 42 s | 0-1 0-2 0-3 1-3 2-3 3-3 4-3 | 6 min 0 s – M. Birner (G. Raboin) 8 min 32 s – (SN) R. Stone (J. Tuominen, T. Seppänen) 13 min 38 s – (SN) T. Plíhal (M. Anttila, V. Vahalahti) | Arbitrage : Robert Falkner Ladislav Smetana |
| Reinhard Divis   | Gardiens | Aleksis Ahlqvist            | | Arbitrage : Robert Falkner Ladislav Smetana |
| 16 min           | Pénalités | 24 min                      | | Arbitrage : Robert Falkner Ladislav Smetana |
| 28               | Tirs | 19                          | | Arbitrage : Robert Falkner Ladislav Smetana |

| 1er septembre 2011 | Red Bull Salzbourg | 4-6 (2-2, 0-1, 2-3) | České Budějovice | Eisarena Salzbourg, Salzbourg 1 524 spectateurs |

| Feuille de match | Feuille de match | Feuille de match                        | Feuille de match | Feuille de match                             |
| ---------------- | ---------------- | --------------------------------------- | ---------------- | -------------------------------------------- |
|                  |                  | 0-1 1-1 1-2 2-2 2-3 3-3 3-4 3-5 4-5 4-6 |                  | Arbitrage : Wolfgang Fussi Christian Potocan |
| Joshua Tordjman  | Gardiens         | Jakub Kovar                             |                  | Arbitrage : Wolfgang Fussi Christian Potocan |
| 16 min           | Pénalités        | 14 min                                  |                  | Arbitrage : Wolfgang Fussi Christian Potocan |
| 40               | Tirs             | 36                                      |                  | Arbitrage : Wolfgang Fussi Christian Potocan |

| 3 septembre 2011 | Frölunda Indians | 5-2 (2-0, 1-2, 2-0) | KalPa | Kungsbacka Ishall, Kungsbacka 1 357 spectateurs |

| Feuille de match  | Feuille de match | Feuille de match            | Feuille de match | Feuille de match                         |
| ----------------- | ---------------- | --------------------------- | ---------------- | ---------------------------------------- |
|                   |                  | 1-0 2-0 3-0 3-1 3-2 4-2 5-2 |                  | Arbitrage : Morgan Johansson Mikael Holm |
| Frederik Andersen | Gardiens         | Juha Toivonen               |                  | Arbitrage : Morgan Johansson Mikael Holm |
| 12 min            | Pénalités        | 16 min                      |                  | Arbitrage : Morgan Johansson Mikael Holm |
| 11                | Tirs             | 37                          |                  | Arbitrage : Morgan Johansson Mikael Holm |

#### Division Nord contre Division Sud
| 11 août 2011 | Sparta Prague | 1-4 (0-0, 0-3, 1-1) | HV71 | Tesla Arena, Prague 778 spectateurs |

| Feuille de match | Feuille de match      | Feuille de match    | Feuille de match | Feuille de match          |
| ---------------- | --------------------- | ------------------- | --- | ------------------------- |
|                  | M. Broš – 51 min 17 s | 0-1 0-2 0-3 0-4 1-4 | 21 min 20 s – P. Ledin (O. Sundh) 33 min 34 s – (SN) J. Thörnberg (J. Voutilainen, M. Trygg) 38 min 13 s – N. Welch (A. Falk, J. Lindström) 51 min 8 s – (SN) J. Fasth (N. Welch) | Arbitrage : Smitka Soucek |
| Tomas Pöpperle   | Gardiens              | Daniel Larsson      | | Arbitrage : Smitka Soucek |
| 8 min            | Pénalités             | 16 min              | | Arbitrage : Smitka Soucek |
| 31               | Tirs                  | 19                  | | Arbitrage : Smitka Soucek |

| 28 août 2011 | Kometa Brno | 0-3 (0-0, 0-1, 0-2) | Jokerit | Hala Rondo, Brno 4 178 spectateurs |

| Feuille de match | Feuille de match | Feuille de match | Feuille de match                                                                                               | Feuille de match                      |
| ---------------- | ---------------- | ---------------- | --- | ------------------------------------- |
|                  |                  | 0-1 0-2 0-3      | 26 min 54 s – T. Mäki (T. Pulkkinen 49 min 7 s – T. Teräväinen (J. Rita) 58 min 0 s – A. Ruuttu (T. Pulkkinen) | Arbitrage : Milan Minář Radek Husička |
| Sasu Hovi        | Gardiens         | Zoltán Hetényi   | | Arbitrage : Milan Minář Radek Husička |
| 12 min           | Pénalités        | 6 min            | | Arbitrage : Milan Minář Radek Husička |
| 24               | Tirs             | 28               | | Arbitrage : Milan Minář Radek Husička |

| 28 août 2011 | Pojišťovna Pardubice | 2-1 (1-0, 1-0, 0-1) | HIFK | ČEZ Aréna, Pardubice 4 127 spectateurs |

| Feuille de match  | Feuille de match                                                                                  | Feuille de match | Feuille de match                           | Feuille de match                     |
| ----------------- | ------------------------------------------------------------------------------------------------- | ---------------- | ------------------------------------------ | ------------------------------------ |
|                   | M. Bartek (Corey Elkins, V. Koci) – 13 min 27 s J. Stary (M. Bartek, V. Sicak) (SN) – 25 min 12 s | 1-0 2-0 2-1      | 46 min 55 s – Ma. Granlund (K. Tuohilampi) | Arbitrage : Martin Homola Jan Hribik |
| Vladislav Koutský | Gardiens                                                                                          | Juuso Riksman    |                                            | Arbitrage : Martin Homola Jan Hribik |
| 18 min            | Pénalités                                                                                         | 18 min           |                                            | Arbitrage : Martin Homola Jan Hribik |
| 26                | Tirs                                                                                              | 28               |                                            | Arbitrage : Martin Homola Jan Hribik |

| 3 septembre 2011 | Linköpings HC | 3-2 (0-0, 1-1, 2-1) | Djurgårdens IF | VMP Group Arena, Mjölby 837 spectateurs |

| Feuille de match    | Feuille de match | Feuille de match    | Feuille de match | Feuille de match                          |
| ------------------- | ---------------- | ------------------- | ---------------- | ----------------------------------------- |
|                     |                  | 0-1 1-1 2-1 3-1 3-2 |                  | Arbitrage : Christer Lärking Ulf Rönnmark |
| Christian Engstrand | Gardiens         | Gustaf Wesslau      |                  | Arbitrage : Christer Lärking Ulf Rönnmark |
| 16 min              | Pénalités        | 10 min              |                  | Arbitrage : Christer Lärking Ulf Rönnmark |
| 27                  | Tirs             | 37                  |                  | Arbitrage : Christer Lärking Ulf Rönnmark |

| 3 septembre 2011 | Bílí Tygři Liberec | 2-3 (0-0, 0-2, 2-1) | Luleå HF | Tipsport Arena, Liberec 1 556 spectateurs |

| Feuille de match | Feuille de match | Feuille de match    | Feuille de match | Feuille de match                    |
| ---------------- | ---------------- | ------------------- | ---------------- | ----------------------------------- |
|                  |                  | 0-1 0-2 0-3 1-3 2-3 |                  | Arbitrage : Ján Hribik Martin Fraňo |
| Marek Pinc       | Gardiens         | David Rautio        |                  | Arbitrage : Ján Hribik Martin Fraňo |
| 35 min           | Pénalités        | 20 min              |                  | Arbitrage : Ján Hribik Martin Fraňo |
| 28               | Tirs             | 26                  |                  | Arbitrage : Ján Hribik Martin Fraňo |

| 4 septembre 2011 | Adler Mannheim | 3-5 (2-2, 0-3, 1-0) | Slavia Prague | SAP Arena, Mannheim 7 674 spectateurs |

| Feuille de match | Feuille de match | Feuille de match            | Feuille de match | Feuille de match         |
| ---------------- | ---------------- | --------------------------- | ---------------- | ------------------------ |
|                  |                  | 0-1 1-1 2-1 2-2 2-3 2-4 2-5 |                  | Arbitrage : Marcus Brill |
| Felix Brückmann  | Gardiens         | Miroslav Kopřiva            |                  | Arbitrage : Marcus Brill |
| 133 min          | Pénalités        | 137 min                     |                  | Arbitrage : Marcus Brill |
| 36               | Tirs             | 28                          |                  | Arbitrage : Marcus Brill |

#### Division Nord contre Division Est
| 23 août 2011 | KalPa | 3-1 (1-0, 1-0, 1-1) | Djurgårdens IF | Niiralan monttu, Kuopio 3 283 spectateurs |

| Feuille de match | Feuille de match | Feuille de match | Feuille de match                    | Feuille de match                       |
| ---------------- | --- | ---------------- | ----------------------------------- | -------------------------------------- |
|                  | H. Laurila (J. Rissanen, O. Saarinen) (SN) – 13 min 19 s I. Pakarinen (S. Kapanen, M. Kuparinen) – 31 min 48 s J. Hentunen (S. Kapanen) (cage vide) – 59 min 27 s | 1-0 2-0 2-1 3-1  | 46 min 53 s – P. Cehlin (S. Lassen) | Arbitrage : Jyri Rönn Antti Hämäläinen |
| Ari Ahonen       | Gardiens | Gustaf Wesslau   |                                     | Arbitrage : Jyri Rönn Antti Hämäläinen |
| 10 min           | Pénalités | 10 min           |                                     | Arbitrage : Jyri Rönn Antti Hämäläinen |
| 24               | Tirs | 19               |                                     | Arbitrage : Jyri Rönn Antti Hämäläinen |

| 25 août 2011 | Luleå HF | 6-5 (TB) (1-2, 3-1, 1-2, 0-0, 1-0) | Kärpät Oulu | Coop Norrbotten Arena, Luleå 3 085 spectateurs |

| Feuille de match | Feuille de match | Feuille de match                            | Feuille de match | Feuille de match                          |
| ---------------- | --- | ------------------------------------------- | --- | ----------------------------------------- |
|                  | J. Harju (J. Fransson) – 15 min 12 s S. Enterfeldt (K. Komarek) – 23 min 18 s J. Vihko (J. Harju, V. Viitaluoma) (SN) – 31 min 14 s S. Enterfeldt (K. Komarek, K. Karlsson) – 39 min 43 s J. Harju – 55 min 45 s M. Persson | 0-1 0-2 1-2 2-2 3-2 3-3 4-3 4-4 4-5 5-5 6-5 | 12 min 1 s – M. Salomäki (M. Lehtonen, O. Eklund) 12 min 31 s – J. Kemppainen (J-P. Haataja) 35 min 15 s – M. Salomäki (V. Mäntymaa) 43 min 14 s – K. Koskenkorva 48 min 11 s – M. Salomäki (M. Vondrka) | Arbitrage : Tobias Forsström Tobias Björk |
| David Rautio     | Gardiens | Tomi Karhunen                               | | Arbitrage : Tobias Forsström Tobias Björk |
| 6 min            | Pénalités | 10 min                                      | | Arbitrage : Tobias Forsström Tobias Björk |
| 36               | Tirs | 19                                          | | Arbitrage : Tobias Forsström Tobias Björk |

| 31 août 2011 | Slavia Prague | 3-5 (0-1, 1-1, 2-3) | Plzeň 1929 | 868 spectateurs |

| Feuille de match | Feuille de match | Feuille de match                | Feuille de match | Feuille de match                        |
| ---------------- | ---------------- | ------------------------------- | ---------------- | --------------------------------------- |
|                  |                  | 0-1 1-1 1-2 2-2 3-2 3-3 3-4 3-5 |                  | Arbitrage : Miroslav Jebavý Todd Lacina |
| Miroslav Kopřiva | Gardiens         | Adam Svoboda                    |                  | Arbitrage : Miroslav Jebavý Todd Lacina |
| 12 min           | Pénalités        | 24 min                          |                  | Arbitrage : Miroslav Jebavý Todd Lacina |
| 29               | Tirs             | 25                              |                  | Arbitrage : Miroslav Jebavý Todd Lacina |

| 3 septembre 2011 | HIFK | 2-4 (1-1, 0-3, 1-0) | Vienna Capitals | Elisa Areena, Helsinki 800 spectateurs |

| Feuille de match | Feuille de match | Feuille de match        | Feuille de match | Feuille de match                          |
| ---------------- | ---------------- | ----------------------- | ---------------- | ----------------------------------------- |
|                  |                  | 1-0 1-1 1-2 1-3 1-4 2-4 |                  | Arbitrage : Mikko Kaukokari Tom Laaksonen |
| Juuso Riksman    | Gardiens         | Reinhard Divis          |                  | Arbitrage : Mikko Kaukokari Tom Laaksonen |
| 55 min           | Pénalités        | 104 min                 |                  | Arbitrage : Mikko Kaukokari Tom Laaksonen |
| 46               | Tirs             | 26                      |                  | Arbitrage : Mikko Kaukokari Tom Laaksonen |

| 3 septembre 2011 | Jokerit | 7-2 (1-1, 3-0, 3-1) | Slovan Bratislava | Tikkurilan Valtti Areena, Vantaa 1 638 spectateurs |

| Feuille de match | Feuille de match | Feuille de match                    | Feuille de match | Feuille de match                             |
| ---------------- | ---------------- | ----------------------------------- | ---------------- | -------------------------------------------- |
|                  |                  | 1-0 1-1 2-1 3-1 4-1 5-1 6-1 6-2 7-2 |                  | Arbitrage : Jukka Hakkarainen Mikko Vanninen |
| Eero Kilpeläinen | Gardiens         | Branislav Konrád                    |                  | Arbitrage : Jukka Hakkarainen Mikko Vanninen |
| 6 min            | Pénalités        | 12 min                              |                  | Arbitrage : Jukka Hakkarainen Mikko Vanninen |
| 41               | Tirs             | 24                                  |                  | Arbitrage : Jukka Hakkarainen Mikko Vanninen |

| 4 septembre 2011 | České Budějovice | 4-3 (TB) (1-1, 0-1, 2-1, 0-0, 1-0) | Sparta Prague | Budvar Arena, České Budějovice 1 880 spectateurs |

| Feuille de match | Feuille de match | Feuille de match            | Feuille de match | Feuille de match                    |
| ---------------- | ---------------- | --------------------------- | ---------------- | ----------------------------------- |
|                  |                  | 0-1 1-1 1-2 1-3 2-3 3-3 4-3 |                  | Arbitrage : Jiří Dvořák Petr Lacina |
| Jakub Kovář      | Gardiens         | Martin Falter               |                  | Arbitrage : Jiří Dvořák Petr Lacina |
| 12 min           | Pénalités        | 48 min                      |                  | Arbitrage : Jiří Dvořák Petr Lacina |
| 45               | Tirs             | 36                          |                  | Arbitrage : Jiří Dvořák Petr Lacina |

#### Division Sud contre Division Est
| 14 août 2011 | Slovan Bratislava | 3-0 (0-0, 0-0, 3-0) | Linköpings HC | Slovnaft Arena, Bratislava 4 639 spectateurs |

| Feuille de match | Feuille de match                                                                                              | Feuille de match | Feuille de match | Feuille de match                         |
| ---------------- | --- | ---------------- | ---------------- | ---------------------------------------- |
|                  | P. Frühauf (R. Kukumberg, M. Hudec) – 43 min 26 s L. Hudáček (M. Macho) – 46 min 22 s D. Skokan – 51 min 37 s | 1-0 2-0 3-0      |                  | Arbitrage : Vladimir Baluska Peter Jonak |
| Branislav Konrád | Gardiens | Fredrik Norrena  |                  | Arbitrage : Vladimir Baluska Peter Jonak |
| 16 min           | Pénalités | 8 min            |                  | Arbitrage : Vladimir Baluska Peter Jonak |
| 30               | Tirs | 40               |                  | Arbitrage : Vladimir Baluska Peter Jonak |

| 14 août 2011 | Vienna Capitals | 3-6 (1-0, 2-4, 0-2) | Adler Mannheim | Albert Schultz Eishalle, Vienne 4 700 spectateurs |

| Feuille de match      | Feuille de match | Feuille de match                    | Feuille de match | Feuille de match                        |
| --------------------- | --- | ----------------------------------- | --- | --------------------------------------- |
|                       | F. Fortier (B. Gratton, J. Ferland) (SN) – 8 min 7 s J. Ferland (M. Rodman, F. Gunnarsson) – 31 min 8 s F. Gunnarsson (R. Rotter, P. Casparsson) (sn) – 37 min 13 s | 1-0 1-1 1-2 2-2 2-3 2-4 3-4 3-5 3-6 | 21 min 8 s – K. Magowan (A. Mitchell, Y. Lehoux) 25 min 58 s – (SN) Y. Seidenberg (Y. Lehoux, J. Sifers) 31 min 55 s – C. Ullmann (R. Arendt, F. Mauer) 34 min 57 s – (IN) C. Lee (Y. Seidenberg) 44 min 55 s – Y. Lehoux (K. Magowan, A. Mitchell) 55 min 47 s – (cage vide) A. Mitchell (C. Lee, Y. Lehoux) | Arbitrage : Ladislav Smetana Georg Veit |
| Sebastian Stefaniszin | Gardiens | Fred Brathwaite                     | | Arbitrage : Ladislav Smetana Georg Veit |
| 16 min                | Pénalités | 63 min                              | | Arbitrage : Ladislav Smetana Georg Veit |
| 41                    | Tirs | 33                                  | | Arbitrage : Ladislav Smetana Georg Veit |

| 28 août 2011 | Oulun Kärpät | 4-1 (0-0, 2-0, 2-1) | Bílí Tygři Liberec | Raahe Arena, Raahe 1 027 spectateurs |

| Feuille de match | Feuille de match | Feuille de match    | Feuille de match                               | Feuille de match                          |
| ---------------- | --- | ------------------- | ---------------------------------------------- | ----------------------------------------- |
|                  | V. Mäntymaa (J. Viuhkola, J. Donskoi (SN) – 25 min 29 s M. Salomäki (J. Viuhkola, V. Mäntymaa) – 33 min 3 s I. Mikkola (J-P. Haataja, O. Eklund) (SN) – 41 min 21 s P. Saarenheimo (V. Pokka, J. Komulainen) – 52 min 6 s | 1-0 2-0 3-0 3-1 4-1 | 43 min 17 s – T. Klimenta (J. Víšek, T. Urban) | Arbitrage : Vesa Keränen Tuomo Sorakangas |
| Ville Hostikka   | Gardiens | Tomáš Vošvrda       |                                                | Arbitrage : Vesa Keränen Tuomo Sorakangas |
| 10 min           | Pénalités | 12 min              |                                                | Arbitrage : Vesa Keränen Tuomo Sorakangas |
| 23               | Tirs | 35                  |                                                | Arbitrage : Vesa Keränen Tuomo Sorakangas |

| 3 septembre 2011 | Kometa Brno | 1-3 (0-1, 0-2, 1-0) | České Budějovice | Hala Rondo, Brno 2 053 spectateurs |

| Feuille de match | Feuille de match | Feuille de match | Feuille de match | Feuille de match                 |
| ---------------- | ---------------- | ---------------- | ---------------- | -------------------------------- |
|                  |                  | 0-1 0-2 0-3 1-3  |                  | Arbitrage : Jiří Hradil Kubincik |
| Sasu Hovi        | Gardiens         | Jakub Kovář      |                  | Arbitrage : Jiří Hradil Kubincik |
| 24 min           | Pénalités        | 22 min           |                  | Arbitrage : Jiří Hradil Kubincik |
| 26               | Tirs             | 45               |                  | Arbitrage : Jiří Hradil Kubincik |

| 4 septembre 2011 | Plzeň 1929 | 1-3 (0-1, 0-2, 1-0) | Pojišťovna Pardubice | Hala Rondo, Brno 2 053 spectateurs |

| Feuille de match | Feuille de match | Feuille de match | Feuille de match | Feuille de match                 |
| ---------------- | ---------------- | ---------------- | ---------------- | -------------------------------- |
|                  |                  | 0-1 0-2 0-3 1-3  |                  | Arbitrage : Jiří Hradil Kubincik |
| Sasu Hovi        | Gardiens         | Jakub Kovář      |                  | Arbitrage : Jiří Hradil Kubincik |
| 24 min           | Pénalités        | 22 min           |                  | Arbitrage : Jiří Hradil Kubincik |
| 26               | Tirs             | 45               |                  | Arbitrage : Jiří Hradil Kubincik |

| 4 septembre 2011 | HV71 | 0-4 (0-2, 0-0, 0-2) | KalPa | Gislerinken, Gislaved 759 spectateurs |

| Feuille de match  | Feuille de match | Feuille de match | Feuille de match | Feuille de match                             |
| ----------------- | ---------------- | ---------------- | ---------------- | -------------------------------------------- |
|                   |                  | 0-1 0-2 0-3 0-4  |                  | Arbitrage : Niclas Johansson Mikael Sjökvist |
| Andreas Andersson | Gardiens         | Ari Ahonen       |                  | Arbitrage : Niclas Johansson Mikael Sjökvist |
| 20 min            | Pénalités        | 20 min           |                  | Arbitrage : Niclas Johansson Mikael Sjökvist |
| 31                | Tirs             | 34               |                  | Arbitrage : Niclas Johansson Mikael Sjökvist |

## Red Bull Salute
Ce tournoi est organisé par l'EC Red Bull Salzbourg à Salzbourg et Vienne du 16 au 18 décembre 2011.
|  | Quarts de finale      | Quarts de finale      |                       |               | Demi-finales           | Demi-finales |  |  | Finale   | Finale |
|  | Quarts de finale      | Quarts de finale      |                       |               | Demi-finales           | Demi-finales |  |  | Finale   | Finale |
|  |                       |                       |                       |               |                        |              |  |  |          |        |
|  |                       |                       |                       |               |                        |              |  |  |          |        |
|  |                       |                       |                       |               |                        |              |  |  |          |        |
|  | Frölunda Indians      | 2                     |                       |               |                        |              |  |  |          |        |
|  | Frölunda Indians      | 2                     |                       |               |                        |              |  |  |          |        |
|  | Linköpings HC         | 4                     |                       |               |                        |              |  |  |          |        |
|  | Linköpings HC         | 4                     | Linköpings HC         | 3             |                        |              |  |  |          |        |
|  |                       |                       | Linköpings HC         | 3             |                        |              |  |  |          |        |
|  |                       | EC Red Bull Salzbourg | 4                     |               |                        |              |  |  |          |        |
|  | Pojišťovna Pardubice  | EC Red Bull Salzbourg | 4                     | 1             |                        |              |  |  |          |        |
|  | Pojišťovna Pardubice  |                       |                       | 1             |                        |              |  |  |          |        |
|  | EC Red Bull Salzbourg | 2                     |                       |               |                        |              |  |  |          |        |
|  | EC Red Bull Salzbourg | 2                     | EC Red Bull Salzbourg | 3             |                        |              |  |  |          |        |
|  |                       |                       | EC Red Bull Salzbourg | 3             |                        |              |  |  |          |        |
|  |                       | Jokerit               | 2                     |               |                        |              |  |  |          |        |
|  | Jokerit               | Jokerit               | 2                     | 7             |                        |              |  |  |          |        |
|  | Jokerit               |                       |                       | 7             |                        |              |  |  |          |        |
|  | České Budějovice      | 2                     |                       |               |                        |              |  |  |          |        |
|  | České Budějovice      | 2                     | Jokerit               | 3             |                        |              |  |  |          |        |
|  |                       |                       | Jokerit               | 3             | Match pour la 3e place |              |  |  |          |        |
|  |                       | Luleå HF              | 2                     |               |                        |              |  |  |          |        |
|  | Plzeň 1929            | Luleå HF              | 2                     | 1             |                        |              |  |  |          |        |
|  | Plzeň 1929            |                       |                       | 1             |                        |              |  |  |          |        |
|  | Luleå HF              | 2                     |                       | Linköpings HC | 2                      |              |  |  |          |        |
|  | Luleå HF              | 2                     |                       | Linköpings HC | 2                      |              |  |  |          |        |
|  |                       |                       |                       |               |                        |              |  |  | Luleå HF | 3      |
|  |                       |                       |                       |               |                        |              |  |  | Luleå HF | 3      |

### Classement final
Le classement final du tournoi est :
|   | EC Red Bull Salzbourg |
|   | Jokerit               |
|   | Luleå HF              |
| 4 | Linköpings HC         |
| 5 | Pojišťovna Pardubice  |
| 6 | Plzeň 1929            |
| 7 | Frölunda HC           |
| 8 | České Budějovice      |

### Effectif vainqueur
| Vainqueur du Trophée européen 2011 EC Red Bull Salzbourg | Gardiens de but : Thomas Höneckl, Josh Tordjman, Marty Turco Défenseurs : Brent Aubin, Rob Davison, Ryan Glenn, Ryan Kavanagh, Doug Lynch, Florian Mühlstein, Alexander Pallestrang, Erik Reitz, Matthias Trattnig Attaquants : Ramzi Abid, Akim Aliu, Scott Barney, Johannes Bischofberger, Danny Bois, Marco Brucker, Robbie Earl, Dominique Heinrich, Fabio Hofer, Andreas Kristler, Manuel Latusa, Viktor Lennartsson, Markus Pöck, Kevin Puschnik, Thomas Raffl, Tyler Redenbach, Steve Regier, Michael Schiechl, Markus Schlacher, Daniel Welser, Jeremy Williams Entraîneur : Pierre Pagé |